# Kenesaw Mountain Landis
Kenesaw Mountain Landis (Millville, 20 de novembro de 1866 – Chicago, 25 de novembro de 1944) foi um jurista estadunidense que atuou como Juiz Federal dos Estados Unidos entre 1905 e 1922 e também como o primeiro Comissário da Major League Baseball de 1920 até sua morte. Ele é mais lembrado pela resolução do Escândalo Black Sox, em que expulsou oito membros do Chicago White Sox do beisebol profissional por conspirarem para perderem a World Series de 1919, recusando várias vezes pelos anos seguintes a permitir que voltassem a jogar. Seu controle rígido sobre o esporte durante os 24 anos em que atuou como comissário geralmente são creditados por historiadores como tendo restaurado a confiança pública no beisebol.
Landis nasceu em Ohio, mas passou boa parte de sua infância em Indiana. Ele abandonou a escola aos quinze anos de idade e trabalhou em diferentes empregos pelo estado. Seu envolvimento em política levou a um cargo público e aos 21 anos ele se candidatou para se tornar advogado, pois na época não haviam exigências educacionais ou de provas para entrar na ordem dos advogados de Indiana. Foi para uma escola de direito depois de trabalhar por um ano como advogado. Abriu um escritório em Chicago ao se formar, mas logo o deixou em 1893 para se tornar o secretário pessoal de Walter Q. Gresham, o Secretário de Estado. Gresham morreu dois anos depois e Landis voltou a praticar direito em Chicago, também se casando.
Foi nomeado juiz federal para o Distrito Norte de Illinois em 1905 pelo presidente Theodore Roosevelt. Landis recebeu atenção nacional dois anos depois quando multou a Standard Oil em 29 milhões de dólares por violar leis federais que proibiam descontos em tarifas de frete ferroviário. Sua decisão foi recorrida com sucesso, mas ele ganhou fama de um juiz determinado a controlar grandes empresas. Landis foi um patriota fervoroso durante a Primeira Guerra Mundial e presidiu vários julgamentos de destaque de pessoas que resistiram à convocação militar ou daqueles que enxergava como contrários ao esforço de guerra. Landis costumava passar sentenças pesadas, mas algumas de suas condenações foram recorridas ou as sentenças reduzidas.
Os donos dos times da American e National League estavam em 1920 envergonhados pelo Escândalo Black Sox e outros casos de jogadores perdendo de propósito, estando à procura de alguém para administrar o beisebol. Landis recebeu controle total para agir no melhor interesse do esporte e usou esse poder amplamente pelos anos seguintes. Foi muito elogiado por limpar o beisebol, porém algumas de suas decisões no Escândalo Black Sox permanecem controversas, especialmente sobre a severidade do banimento de Joe Jackson e Buck Weaver. Landis também foi culpado por retardar a integração racial no beisebol, que só foi acontecer alguns anos depois de sua morte. Foi escolhido para entrar no Hall da Fama do Beisebol semanas após morrer.

## Infância e carreira pré-judicial

### Infância e início de carreira

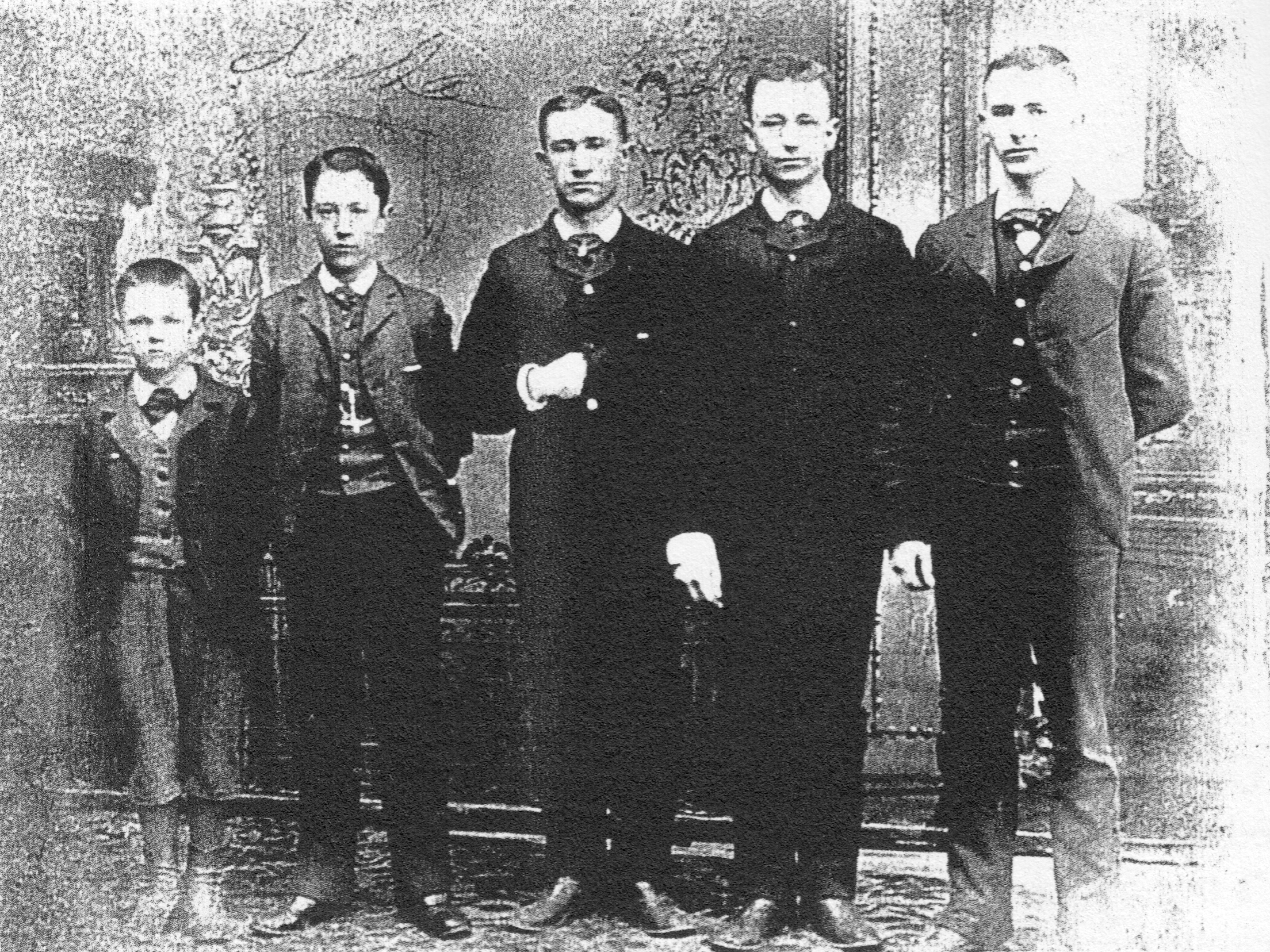
Os cinco irmãos Landis em novembro de 1882; Kenesaw é o segundo da esquerda, com quase dezesseis anos

Kenesaw Mountain Landis nasceu em Millville, no estado de Ohio, em 20 de novembro de 1866. Era o sexto filho e quarto menino de Mary Kumler Landis e Abraham Hoch Landis, um médico. Os Landis descendiam de menonitas suíços. Abraham tinha sido ferido lutando pelo Exército da União na Batalha da Montanha Kennesaw durante a Guerra de Secessão em 1864 e Mary sugeriu nomear o filho Kenesaw Mountain depois dos dois não terem conseguido chegar a um acordo sobre o nome do bebê. Na época, as duas grafias "Kenesaw" e "Kennesaw" eram aceitas, mas anos depois a segunda acabou se tornando a grafia aceita para o local da batalha.
Abraham trabalhava em Millville como o médico do condado. Os Landis, quando Kenesaw tinha oito anos, se mudaram para Delphi, em Indiana, e depois para Logansport, onde Abraham comprou e administrou várias fazendas. Seus ferimentos de guerra o forçaram a reduzir suas atividades de médico. Dois dos irmãos de Kenesaw, Charles e Frederick, depois se tornaram deputados federais.
Landis começou a trabalhar cada vez mais na fazendo à medida que crescia, posteriormente afirmando que "Eu fiz minha parte, e era uma parte considerável, para cuidar de 13 acres ... Não me lembro que eu gostava particularmente de acordar às 3h30min da manhã". Ele começou sua carreira fora da fazenda aos dez anos como entregador de jornais. Deixou a escola aos quinze anos depois de não conseguir dominar álgebra. Trabalhou em uma loja e depois como garoto de recados para a Vandalia Railroad. Landis se candidatou para o trabalho de guarda-freios, porém foi recusado e ridicularizado por ser pequeno demais. Em seguida trabalhou para o jornal Journal de Logansport e aprendeu sozinho taquigrafia, tornando-se em 1883 o repórter oficial para o Tribunal de Circuito do Condado de Cass. Landis depois escreveu que "Posso não ter sido um bom juiz, ou juiz de beisebol, mas me orgulho de ter sido um verdadeiro repórter taquigráfico". Serviu nesta função até 1886. Em seu tempo livre se tornou um premiado ciclista e também chegou a jogar e treinar um time amador de beisebol. Landis recusou a oferta de um contrato para se tornar um jogador profissional, afirmando que preferia jogar pelo amor ao esporte.
Se aventurou pela primeira vez nas políticas do Partido Republicano em 1886, quando apoiou seu amigo Charles F. Griffin na eleição para o cargo de Secretário de Estado de Indiana. Griffin venceu e recompensou Landis com um cargo público no Departamento de Estado de Indiana. Ele se candidatou para se tornar um advogado enquanto trabalhava no local. Na época, para se tornar advogado em Indiana era apenas necessário provar que a pessoa tinha mais de 21 anos de idade e possuía um bom caráter moral. Landis abriu um escritório de advocacia em Marion, mas não conseguiu atrair muitos clientes durante o ano que trabalhou lá. Ele percebeu que um advogado sem formação provavelmente não conseguiria construir uma carreira lucrativa, assim se matriculou em 1889 na YMCA Law School em Cincinnati e se transferiu no ano seguinte para a Union Law School em Chicago, no Illinois. Conseguiu seu diploma de advogado em 1891 e foi aceito na ordem dos advogados de Illinois. Começou a praticar direito em Chicago, trabalhou como instrutor assistente na Union e ajudou a fundar Clube Centro Cívico de Chicago para reformas municipais junto com o colega advogado Clarence Darrow. Landis praticou direito junto com seu amigo Frank O. Lowden, com os dois se endividando com compra de uma biblioteca de direito para poderem impressionar clientes em potencial.

### Washington e Chicago

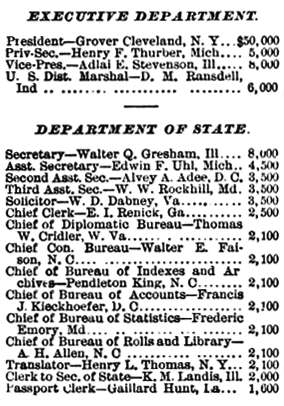
Listagens dos salários de oficiais públicos do governo, com Landis sendo listado em penúltimo com o salário de dois mil dólares

O presidente Grover Cleveland, um membro do Partido Democrata, nomeou em março de 1893 o juiz federal Walter Q. Gresham para o cargo de Secretário de Estado, com este contratando Landis para ser seu secretário pessoal. Gresham tinha uma longa carreira de nomeações políticas; apesar de ter perdido nas duas vezes que concorreu a um cargo eleitoral, serviu em três cargos no Gabinete Presidencial e duas vezes foi candidato para a nomeação republicana para presidente. Gresham era membro do Partido Republicano, mas apoiou Cleveland na eleição de 1892 por sua intensa aversão ao candidato republicano, o presidente Benjamin Harrison. Landis tinha defendido casos no tribunal de Gresham. Segundo o biógrafo J. G. Taylor Spink, Gresham achava que Landis "tinha algo de especial" e acreditava que sua habilidade de taquigrafia seria útil.
Landis trabalhou duro para proteger os interesses de Gresham no Departamento de Estado, fazendo amizade com muitos membros da imprensa. Era menos popular entre os funcionários de carreira do Departamento de Estado, que o consideravam impetuoso. Em determinado momento a política de Cleveland para o Havaí vazou para a imprensa e o presidente ficou convencido de que Landis era o responsável, exigindo sua demissão. Gresham o defendeu e afirmou que Cleveland teria que demitir ambos, com o presidente cedendo e depois descobrindo que Landis não estava de maneira alguma relacionado ao vazamento. Cleveland veio a gostar de Landis e lhe ofereceu o posto de embaixador na Venezuela depois de Gresham morrer em 1895, mas Landis recusou e voltou a praticar direito em Chicago. Se casou em 25 de julho de 1895 com Winifred Reed, filha do diretor dos correios de Ottawa. Tiveram três filhos: Reed, Susanne e Winifred, porém esta última morreu quase imediatamente depois de nascer.
Landis construiu um bem-sucedido escritório de direito corporativo em Chicago, o que permitiu que se envolvesse mais nas políticas do Partido Republicano. Criou uma associação próxima com Lowden e trabalhou como seu gerente de campanha na eleição para Governador de Illinois em 1904. Lowden perdeu, mas depois se elegeria para dois mandatos e seria um dos principais candidatos para a nomeação presidencial republicana em 1920. Uma vaga estava aberta para o Tribunal Distrital dos Estados Unidos para o Distrito Norte de Illinois e o presidente Theodore Roosevelt a ofereceu a Lowden, que recusou e recomendou Landis. Outros políticos fizeram o mesmo e Roosevelt o nomeou para a vaga. Segundo Spink, o presidente queria "um juiz durão e um homem simpático às suas visões naquele tribunal importante". Lowden e Landis, assim como Roosevelt, pertenciam à ala mais progressista do Partido Republicano. Roosevelt enviou sua nomeação para o Senado em 18 de março de 1905 e ela foi confirmada naquela mesma tarde sem audiência de comitê alguma. Landis foi empossado no mesmo dia.

## Juiz

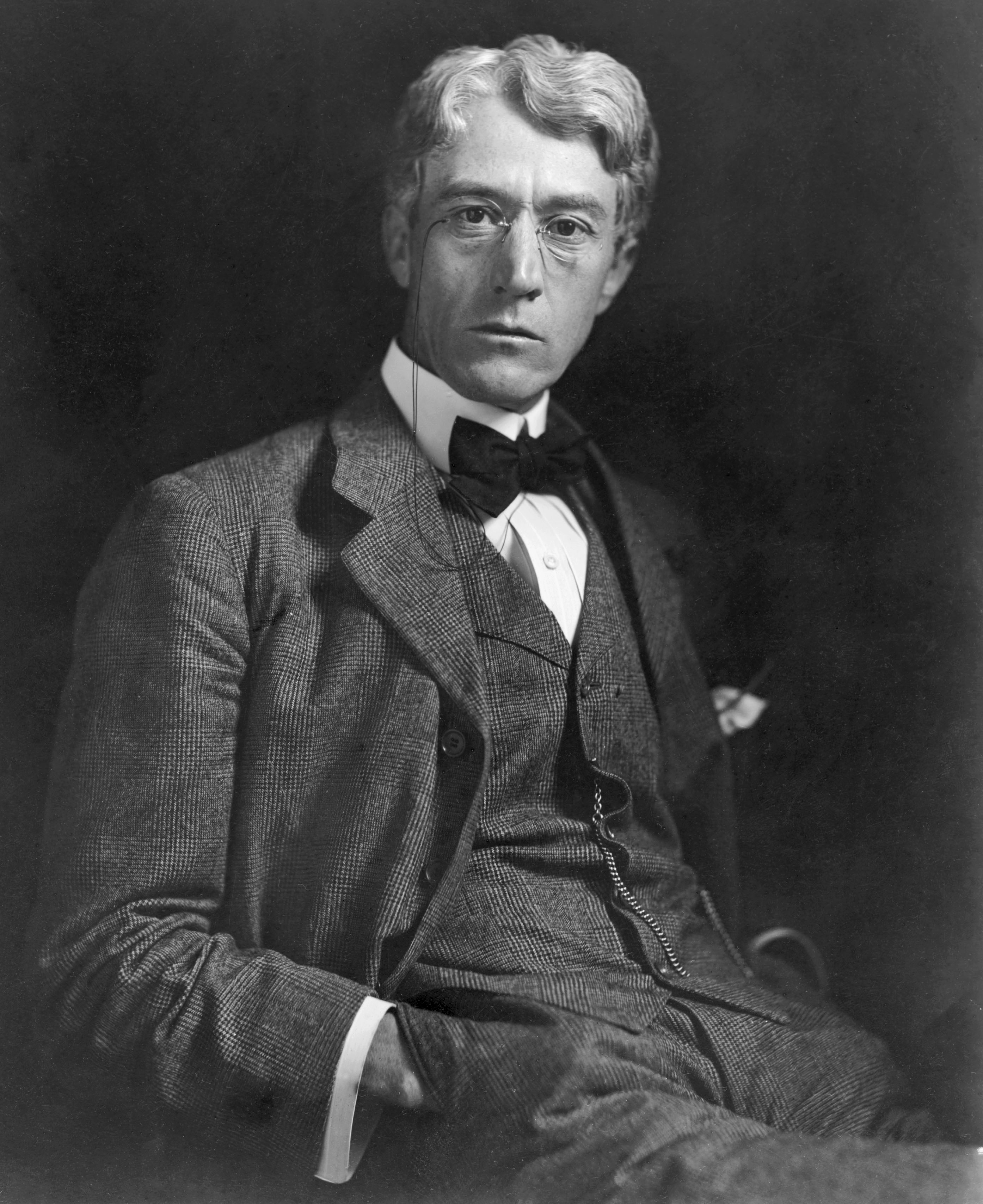
Landis c. 1907

O tribunal de Landis era a sala 627 do Edifício Federal de Chicago e era adornada por dois murais: uma do rei João da Inglaterra aceitando a Magna Carta e outra de Moisés prestes a destruir as tábuas dos Dez Mandamentos, pelo pintor William B. Van Ingen. A câmara era feita de mogno e mármore e, segundo o biógrafo David Pietrusza, era o "local ideal para o senso teatral de Landis. Nela ele iria ter seu tribunal pelas quase uma década e meia seguintes". Segundo Spink, "não demorou muito para escritores de Chicago descobrirem que ele tinha uma 'personalidade' no tribunal". O jornalista A. L. Sloan do jornal local Chicago American, um amigo de Landis, comentou anos depois:
| “ | O Juiz sempre era manchete. Era um grande showman, de aparência teatral, com seu queixo afiado e mechas de cabelos brancos, as pessoas sempre se amontoavam no seu tribunal sabendo que haveria algo acontecendo. Haviam poucos momentos chatos. | ” |

Landis costumava torcer o nariz caso desconfiasse da linha de questionamento de um advogado, certa vez dizendo a uma testemunha: "Agora vamos parar de brincar e contar exatamente o que aconteceu, sem recitar a história da sua vida". Quando um réu idoso lhe disse que não viveria para cumprir uma sentença de cinco anos, Landis fez cara feia e perguntou, "Bom, você pode tentar, não pode?". Uma vez um jovem se apresentou para ser sentenciado depois de admitir ter roubado joias, tendo ao seu lado sua esposa com a filha nos braços, e Landis ponderou sobre o que fazer. Após uma pausa dramática, ordenou que o jovem voltasse para casa com a esposa e filha, expressando relutância em fazer com que a menina fosse a filha de um condenado. Segundo Ed Fitzgerald da revista Sport, "mulheres choraram desavergonhadas e toda a sala do tribunal explodiu em aplausos espontâneos e prolongados".
Como Landis tinha trabalhado como advogado corporativo, litigantes corporativos esperavam que ele os favorecesse como juiz. Segundo o jornalista John T. McCutcheon em 1907, "Corporações sorriram prazerosamente com o pensamento de um advogado corporativo no tribunal. Elas não estão mais sorrindo". Landis, em um de seus primeiros casos, multou a Allis-Chalmers Manufacturing Company o valor máximo de quatro mil dólares por importar trabalhadores ilegalmente, mesmo com o cunhado de sua esposa fazendo parte conselho corporativo da empresa. Em outra decisão, Landis derrubou uma contestação sobre a jurisdição Comissão Interestadual de Comércio acerca de descontos, uma prática banida pela Lei Elkins de 1903 em que ferrovias e clientes favorecidos concordavam que os clientes pagariam uma tarifa abaixo daquela definida, que por lei deveria ser aplicada para todos os expedidores. A decisão de Landis permitiu que a Comissão Interestadual de Comércio tomasse ações contra ferrovias que davam descontos.

### Standard Oil

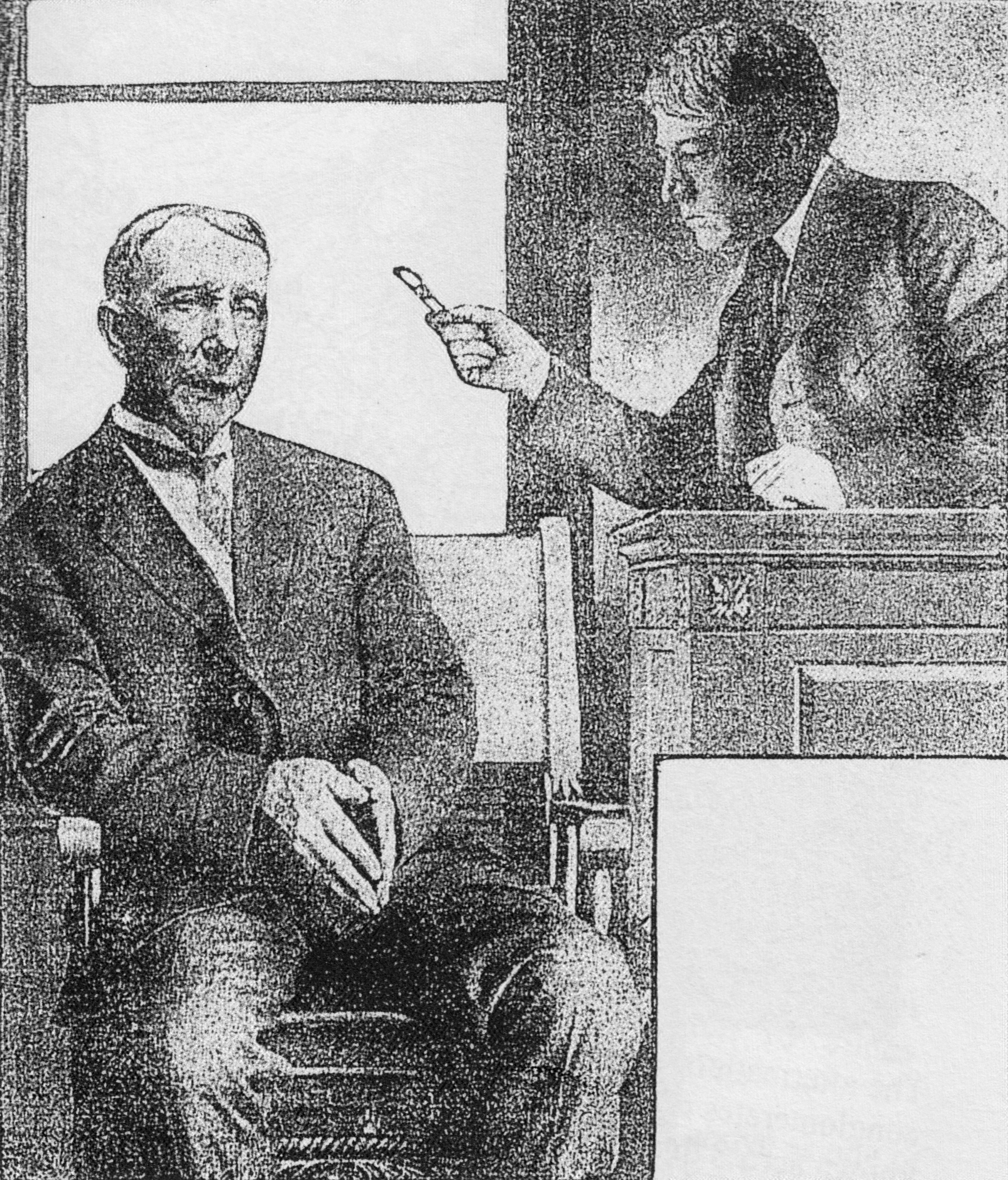
Rockefeller prestando depoimento diante de Landis em 6 de julho de 1907

Várias entidades empresariais tinham no início do século XX formado trustes, dominando suas respectivas indústrias. Trustes muitas vezes tentavam comprar ou de alguma forma neutralizar seus competidores, permitindo que os conglomerados elevassem seus preços a altos níveis. O Congresso dos Estados Unidos tinha aprovado a Lei Antritruste Sherman em 1890, mas foi só durante a presidência de Roosevelt que esforços sérios foram tomados para tentar desmembrar ou controlar trustes. A força dominante na indústria petrolífera era a Standard Oil Company, controlada pelo magnata John D. Rockefeller. Várias grandes empresas atuais do ramo descendem da Standard Oil, como a ExxonMobil e Chevron.
James Rudolph Garfield, o Comissário do Escritório de Corporações dos Estados Unidos, apresentou a Roosevelt um relatório em março de 1906 que alegava enormes descontos em remessas da Standard Oil. Procuradores federais em vários estados e territórios foram atrás de indiciamentos contra componentes do truste liderado pela Standard Oil. A Standard Oil Company of Indiana foi indiciada em 28 de junho de 1906 por 6 428 casos de violação da Lei Elkins por aceitar descontos em remessas na Chicago & Alton Railroad. O caso foi designado para Landis.
O julgamento começou em 4 de março de 1907 em 1 903 casos de violação, que foram os sobreviventes de diversas moções pré-julgamento. O fato de descontos terem sido dados não foi contestado, com a questão em julgamento ficando sobre se a Standard Oil sabia que a ferrovia estabelecia tarifas e se a empresa tinha algum dever de perguntar a respeito delas. Landis encarregou o júri que "era dever da ré obter diligentemente e de boa fé da Chicago & Alton... a taxa legal". O júri considerou a Standard Oil culpada em todos os 1 903 casos.

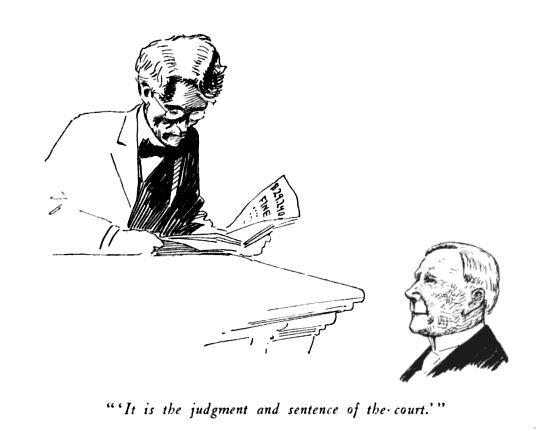
Caricatura de John T. McCutcheon de Landis dando sua sentença contra a Standard Oil para Rockefeller; na realidade, Rockefeller não estava no tribunal quando a sentença foi passada

A multa máxima que Landis podia passar era de 29,24 milhões de dólares. O juiz, a fim de ajudar o júri a determinar uma sentença, emitiu uma intimação para Rockefeller testemunhar sobre os ativos da empresa. O magnata anteriormente já tinha fugido de várias intimações, não tendo testemunhado em um tribunal desde 1888. Delegados federais visitaram as várias casas de Rockefeller, além das propriedades de seus amigos, para poder encontrá-lo. Foi achado na propriedade de seu advogado no norte de Massachusetts depois de vários dias e recebeu pessoalmente a intimação. Rockefeller diligentemente apareceu no tribunal de Landis, atravessando uma multidão ansiosa para assistir à sessão. Seu testemunho, dado depois de Landis fazê-lo esperar por vários outros casos e testemunhos, foi anticlimático, pois o magnata afirmou pouco saber sobre a estrutura corporativa ou ativos da Standard Oil.
Landis passou sua sentença em 3 de agosto de 1907, multando a Standard Oil no valor máximo, a maior multa já imposta contra uma empresa nos Estados Unidos até então. A Standard Oil rapidamente recorreu; enquanto isso, Landis foi retratado como um herói. Segundo Pietrusza, "Boa parte da nação mal podia acreditar que um juiz federal tinha finalmente enfrentado um truste". Até mesmo Roosevelt supostamente exclamou contente quando soube sobre a sentença. Rockefeller estava jogando golfe em Cleveland quando foi informado da notícia. Ele calmamente contou aos seus colegas sobre a quantia e então prosseguiu para bater um recorde pessoal, posteriormente afirmando que "O juiz Landis estará morto antes dessa multa ser paga". O veredito e a sentença foram anulados em 22 de julho de 1908 pelo Tribunal de Apelação dos Estados Unidos para o Sétimo Circuito. A Suprema Corte se recusou em janeiro de 1909 a considerar o caso, assim um novo julgamento ocorreu diante de um novo juiz, pois Landis tinha se afastado do caso. A Standard Oil foi inocentada.

### Federal League e Bebê Iraene
Landis era um grande fã de beisebol e frequentemente deixava seu tribunal para ir assistir uma partida do Chicago White Sox ou Chicago Cubs. As duas grandes ligas dos Estados Unidos, a American League e a National League, foram desafiadas em 1914 por uma nova, a Federal League. Esta processou as outras e seus donos em 1915 sob a Lei Antitruste Sherman e o caso foi designado para Landis. Os donos dos times temiam que o juiz fosse derrubar a cláusula reversa, que forçava jogadores a assinarem contratos apenas com seu antigo time, e a cláusula dos dez dias, que permitia aos times (mas não aos jogadores) quebrar contratos com jogadores com aviso prévio de dez dias.
Landis realizou audiências no final de janeiro de 1915 e os jornais esperavam uma decisão rápida, certamente antes da pré-temporada começar em março. O juiz repreendeu os dois lados durante as audiências, dizendo que "Ambos os lados devem entender que quaisquer ataques contra a coisa chamada de beisebol será considerado por este tribunal como um ataque contra uma instituição nacional". Quando George W. Pepper, principal advogado da National League e futuro senador, se referiu às atividades dos jogadores de beisebol como "trabalho", Landis o interrompeu e disse: "Como resultado de trinta anos de observação, estou chocado porque você chama jogar beisebol de 'trabalho'". O juiz escolheu não dar seu julgamento ao final das audiências e os dois lados ficaram esperando. Toda a temporada passou sem a decisão de Landis, assim os dois lados chegaram a um acordo em dezembro e a Federal League foi desfeita. Landis nunca falou publicamente dos motivos de não ter feito uma decisão, porém disse a amigos que tinha certeza que as partes chegariam a um acordo cedo ou tarde. A maioria dos observadores acharam que ele esperou porque não queria dar uma decisão contra as duas ligas e seus contratos.
Ele presidiu em 1916 um caso que ficou conhecido como "Bebê Ryan" ou "Bebê Iraene". Anna Dollie Ledgerwood Matters, recém viúva de um proeminente banqueiro de Chicago, trouxe uma bebê para casa depois de viajar ao Canadá e afirmou que a criança era a herdeira póstuma de seu falecido marido. Matters tinha deixado uma herança de 250 mil dólares. Entretanto, Margaret Ryan, uma lojista de Ontário, afirmou pouco depois que a bebê era sua e levou um habeas corpus para o tribunal de Landis. Ryan afirmou que deu à luz em um hospital de Ontário, mas foi informada que a menina tinha morrido. Como testes de sangue e DNA não existiam na época, Landis se baseou em testemunhos e concedeu o bebê para Ryan. O caso fez com que a imprensa comparasse Landis com Salomão, que julgou um caso semelhante. A decisão de Landis foi revertida pela Suprema Corte, que afirmou que ele não tinha jurisdição sobre a questão. Um tribunal canadense posteriormente também deu ganho de causa para Ryan.
Apesar de Landis ser considerado um autocrata dentro do tribunal, ele não era tanto em casa. O próprio afirmou em uma entrevista em 1916:
| “ | Todos os membros desta família fazem exatamente aquilo que ele ou ela querem fazer. Cada um é sua própria suprema corte. Tudo para o bem comum da família é decidido de acordo com os desejos de toda a família. Cada um sabe o que é certo e cada um pode fazer o que considera melhor. É puramente democrático. | ” |

### Tempos de guerra

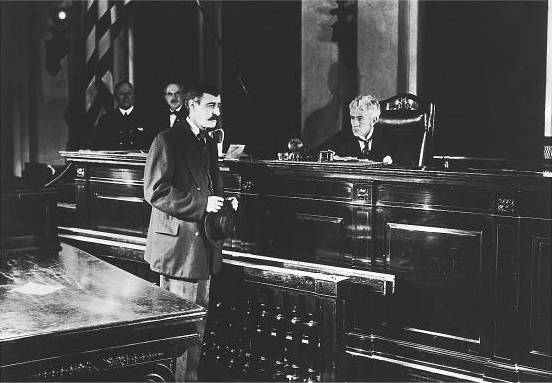
Imagem do filme governamental The Immigrant de 1917, filmado em parte no tribunal de Landis e em que ele interpreta um juiz; ao lado está o ator Warren Cook

Landis considerou no início de 1917 se aposentar como juiz e voltar a praticar direito como advogado particular; apesar dele gostar muito de ser juiz, o salário de 7,5 mil dólares era consideravelmente menor do que ele poderia ganhar atuando como advogado. A entrada dos Estados Unidos na Primeira Guerra Mundial em abril o fez mudar completamente de ideia. Ele era um grande apoiador do esforço de guerra e achou que poderia servir melhor ao seu país permanecendo como juiz.  Apesar dessa decisão e sua idade, cinquenta na época, ele escreveu a Newton D. Baker, o Secretário da Guerra, pedindo para servir no exército e ser enviado para lutar na França. Baker pediu para Landis fazer discursos em apoio a guerra, o que ele fez. Seu filho Reed tinha antes brevemente servido na Guarda Nacional de Indiana e entrou para o Serviço Aéreo do Exército, tornando-se piloto na guerra e depois um ás.
Seu desprezo pessoas que fugiam da convocação militar e por oponentes da guerra ficou evidente em julho, quando julgou uns 120 homens, a maioria socialistas estrangeiros, que tinham resistido à convocação e se revoltado em Rockford. Segundo Pietrusza, Landis "foi frequentemente brutal em seus comentários", interrogando os réus sobre suas crenças e ações. Ele julgou o caso em Rockford e considerou todos culpados, sentenciando todos menos três a um ano e um dia na prisão, a pena máxima. Eles receberam ordens de se registrarem para a convocação depois de servirem suas sentenças, com exceção de 37 que foram deportados.
Policiais federais fizeram uma batida em 5 de setembro de 1917 na sede nacional dos Trabalhadores Industriais do Mundo em Chicago, além de em outras 48 sedes regionais. A organização era contra a guerra e defendeu resistência contra a convocação militar. Cento e sessenta seis líderes dos Trabalhadores Industriais do Mundo, incluindo seu líder Bill Haywood, foram indiciados em 28 de setembro no Distrito Norte de Illinois, com seus casos sendo designados para Landis. Aproximadamente quarenta não foram encontrados e alguns outros seus indiciamentos retirados. Landis acabou presidindo o julgamento de 113 deles, o maior julgamento criminal federal nos Estados Unidos até então.
O julgamento começou em 1º de abril de 1918 e Landis rapidamente retirou as acusações contra doze réus. A seleção do júri demorou um mês. O jornalista John Reed compareceu ao julgamento e escreveu suas impressões sobre o comportamento de Landis:
| “ | Pequeno no enorme tribunal senta um homem com cabelos brancos desgrenhados, um rosto emaciado em que dois olhos em chamas são como joias, pele como um pergaminho dividida por uma fenda para formar uma boca; o rosto de Andrew Jackson três anos morto... A este homem foi atribuído o papel histórico de julgar a Revolução Social. Ele o está fazendo como um cavalheiro. De muitas maneiras, um julgamento bem incomum. Quando o juiz entra no tribunal após um recesso, ninguém se levanta – o próprio aboliu a pomposa formalidade. Senta sem vestes, em apenas um terno ordinário, e frequentemente deixa seu assento para descer e empoleirar-se no camarote do júri. Escarradeiras são colocadas ao lado dos assentos dos prisioneiros por suas ordens pessoais... e quanto aos próprios prisioneiros, é permitido tirar seus casacos, andar e ler jornais. É preciso alguma compreensão humana para um Juiz ir de encontro ao ritual judicial tanto quanto isso. | ” |

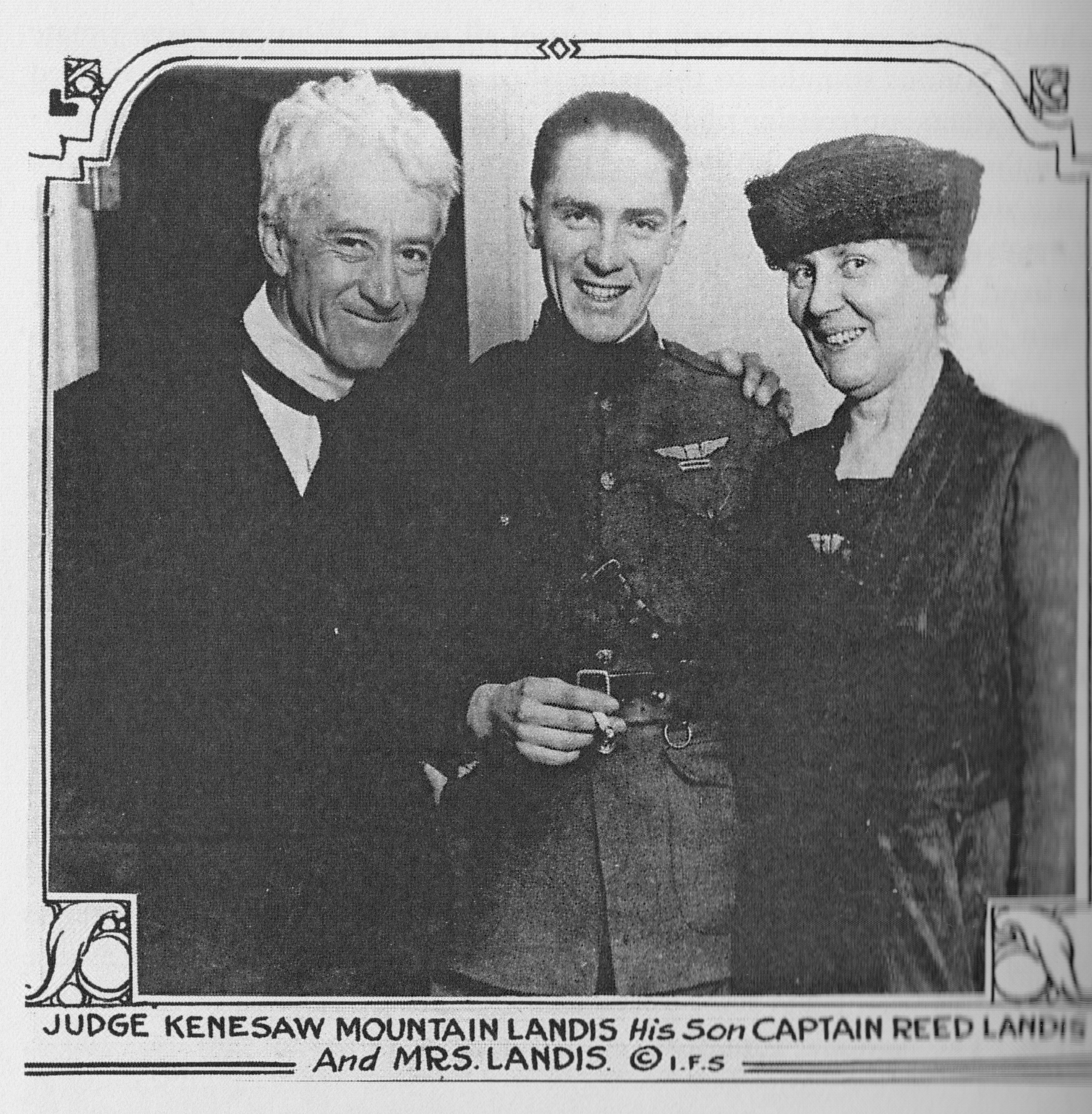
Landis com seu filho Reed e sua esposa Winifred em 1919

Melvyn Dubofsky, biógrafo de Haywood, escreveu que Landis "exerceu objetividade e comedimento judiciais por cinco longos meses". O historiador Harold Seymour afirmou que "no todo, Landis conduziu o julgamento com comedimento, apesar de sua reputação de inimigo de grupos radicais". O juiz retirou as acusações contra um réu idoso que estava passando por dores óbvias enquanto testemunhava, também permitindo a soltura de vários outros prisioneiros sob fiança ou em seus próprios reconhecimentos.
A acusação fez seus argumentos finais em 17 de agosto e a defesa abriu mão dos seus, com Landis então instruindo o júri. O principal advogado de defesa fez objeções acerca do palavreado usado na incumbência do júri, porém Haywood achou que tinha sido justo. O júri retornou após 65 minutos com um veredito de culpados para todos, chocando-os, pois acreditavam que as instruções de Landis apontavam para uma absolvição. Os réus retornaram no dia 29 e o juiz ouviu pacientemente suas declarações finais. Segundo o historiador Richard Cahan, para o sentenciamento, "o gentil Landis retornou um homem mudado". Dois réus receberam apenas dez dias na prisão, mas todos os outros foram condenados a pelo menos um ano e um dia, enquanto Haywood e outros catorze receberam vinte anos. Vários réus, incluindo Haywood, conseguiram fiança ao recorrerem da decisão; Haywood quebrou sua condicional antes mesmo do fim de seus apelos e fugiu para a Rússia. Ele chegou a pendurar um retrato de Landis em seu apartamento de Moscou. O presidente Calvin Coolidge comutou as sentenças daqueles ainda presos em 1923. Isto enfureceu Landis, que publicou um declaração condenando a decisão. Ele passou a se referir aos réus como "escórias", "imundos" e "ratos" depois de deixar de ser juiz.
Landis esperava que o imperador Guilherme II da Alemanha fosse capturado pelos Estados Unidos e levado para ser julgado em seu tribunal, pois queria indiciá-lo pela morte de um natural de Chicago que morreu no naufrágio do transatlântico RMS Lusitania, torpedeado por um submarino alemão em 1915. O Departamento de Estado informou o juiz que tratados de extradição não permitiam a rendição do imperador, que fugiu para o exílio nos Países Baixos quando a guerra terminou. Mesmo assim, Landis exigiu em um discurso que Guilherme, seus filhos e cinco mil comandantes militares alemães fossem "alinhados contra um muro e executados em justiça pelo mundo e pela Alemanha".
Os casos relacionados com a guerra continuaram mesmo depois do armistício de novembro de 1918. O Partido Socialista da América, assim como os Trabalhadores Industriais do Mundo, também tinha sido contra a guerra e sofrido batidas das autoridades. Sete líderes do partido, incluindo Victor L. Berger, eleito deputado federal em novembro de 1918, foram indiciados por supostas atividades antiguerra.  Os réus foram processados sob a Lei de Espionagem de 1917, que ilegalizava "proferir, imprimir, escrever ou publicar qualquer linguagem desleal, profana, obscena ou abusiva" sobre as forças armadas, bandeira, constituição ou democracia. Os réus, que em sua maioria eram alemães de nascença ou descendência, pediram para que o caso fosse transferido para um tribunal diferente do de Landis, alegando que o juiz tinha afirmado em 1º de novembro que "se alguém disser qualquer coisa sobre os Alemães que é pior do que eu já tenha dito, eu gostaria de ouvir para que eu mesmo possa usar". Entretanto, Landis examinou a transcrição do julgamento em que essa afirmação supostamente foi feita, não a encontrando e afirmando que a declaração juramentada apoiando a moção era "falsa", negando-a. Berger, enquanto o júri estava sendo selecionado, foi indiciado em mais casos de espionagem por supostamente violar a lei durante uma campanha eleitoral anterior. Landis demorou uma hora para instruir o júri ao final do julgamento, enfatizando a natureza secreta de conspirações e salientando que "o país na época estava em guerra". Em certo momento, ele saltou de seu assento, girou sua cadeira e sentou no seu braço. Mais tarde na instrução deitou de bruços. O júri demorou menos de um dia para condenar Berger e outros quatro réus. Landis sentenciou todos a vinte anos de prisão. O juiz negou fiança pendente uma apelação, mas todos conseguiram fiança de um juiz do tribunal de apelações. O Tribunal de Apelações do Sétimo Circuito negou ouvir o caso, assim ele foi parar na Suprema Corte, que anulou as condenações em 31 de janeiro de 1921, afirmando que Landis deveria ter se afastado do caso depois de determinar que a declaração juramentada era legalmente suficiente, deixando que outro juiz determinasse se era verdadeira ou não. Ele se recusou a comentar a decisão da Suprema Corte, que tinha ordenado um novo julgamento. As acusações contra os réus foram removidas em 1922 pelo governo.

### Salários, controvérsia e renúncia

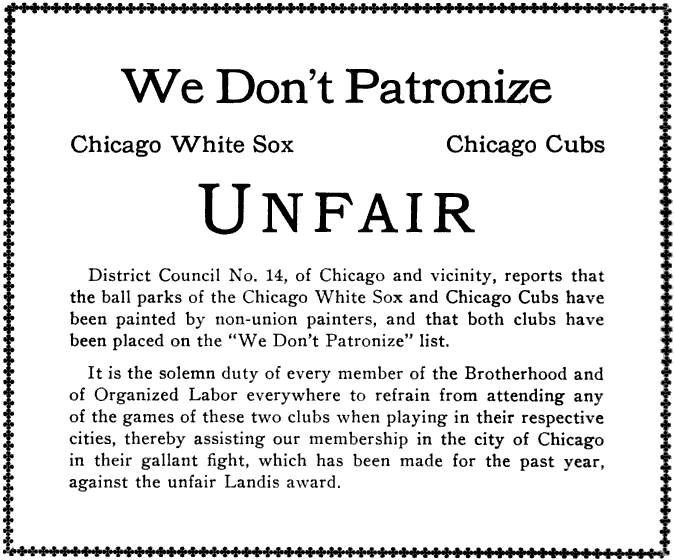
Aviso público de abril de 1923 pedindo por um boicote trabalhista do Chicago White Sox e Chicago Cubs e se opondo ao esquema de salários de Landis

Grande deflação ocorreu no período pós-guerra. A escassez de trabalhadores e materiais durante a guerra levou a salários e preços altos, com os salários sendo cortados no reajuste econômico pós-guerra. Funcionários da construção civil de Chicago tentaram uma redução de vinte por cento nos salários, porém isto foi rejeitado pelos sindicados, levando a um locaute. Os dois lados concordaram em apresentar a questão a um árbitro neutro, escolhendo Landis, que concordou em assumir o caso em junho de 1921. Nesta época ele já era também o Comissário do Beisebol. Landis emitiu seu relatório em setembro, cortando os salários em média em 12,5 por cento. Ele também derrubou restrições em maquinários que economizavam trabalho a fim de melhorar a produtividade, estabeleceu uma taxa padrão para hora extra e resolveu conflitos judiciais entre os sindicatos. As organizações trabalhistas não ficaram totalmente satisfeitas, mas as reformas de Landis foram adotadas em muitos outros lugares do país e foram creditadas por terem reavivado a indústria da construção.
Críticas contra Landis por ele manter um cargo judicial ao mesmo tempo que administrava o beisebol começaram quase imediatamente depois de sua nomeação como comissário ser anunciada em novembro de 1920. O deputado federal Benjamin F. Welty apresentou em 2 de fevereiro de 1921 uma resolução pelo impeachment de Landis. O procurador-geral A. Mitchell Palmer opinou que não havia impedimento legal algum para que ele ocupasse os dois cargos. O Comitê Judiciário da Câmara dos Representantes dos Estados Unidos votou em 14 de fevereiro por iniciar uma investigação sobre Landis. Seu filho Reed posteriormente afirmou que "nenhum dos outros deputados queriam Pai removido, mas queriam que ele viesse e se defendesse porque sabiam o espetáculo que seria".
As críticas contra Landis diminuíram depois de Welty deixar seu cargo em 4 de março, mas no mês seguinte o juiz fez uma decisão controversa no caso de Francis J. Carey, um caixa de banco que se declarou culpado da apropriação indébita de 96,5 mil dólares. Carey era o único provedor de sua mãe viúva e irmãs solteiras, conquistando a simpatia de Landis. Este acusou o banco de pagar pouco a Carey e liberou o jovem. Dois senadores levantaram objeções contra a decisão do juiz, com o New York Post comparando Carey com o personagem Jean Valjean de Os Miseráveis, salientando que "há uma diferença entre uma fatia de pão [Valjean foi preso por roubar uma] e US$96.500". Um projeto de lei para impedir empregos externos por juízes federais foi apresentado pelo oponentes de Landis, mas expirou ao final da sessão parlamentar em março. Seus oponentes tentaram de novo em julho, porém fracassou no Senado em um empate. A American Bar Association aprovou uma resolução de censura contra Landis em 1º de setembro.
A controvérsia diminuiu até o final do ano e Landis achou que poderia renunciar sem parecer que o fez por pressão. Ele anunciou sua renúncia em 18 de fevereiro para o dia 28, afirmando que "Não há horas suficientes no dia para todas essas atividades". Em seu último caso multou dois donos de teatro por não pagarem impostos. Um dos réus tinha se recusado a fazer uma restituição antes do sentenciamento, assim foi multado em cinco mil dólares. O outro réu pagou o que devia e foi multado em um centavo.

## Comissário do Beisebol

### Nomeação

#### Escândalo Black Sox
A influência de apostadores no beisebol em 1919 já era um problema conhecido há muitos anos. O historiador Paul Gardner escreveu que:
| “ | O beisebol já vinha vivendo de forma inquieta há algum tempo no conhecimento de que subornos estavam sendo oferecidos por apostadores e que alguns jogadores estavam aceitando. Os jogadores sabiam o que estava acontecendo e os donos sabiam o que estava acontecendo. Mas mais importante, os jogadores sabiam que os donos sabiam, e também sabiam que os donos não estavam fazendo coisa alguma por medo de um escândalo que pudesse prejudicar o beisebol profissional. Sob tais condições era muito óbvio que não valia a pena ser honesto. | ” |

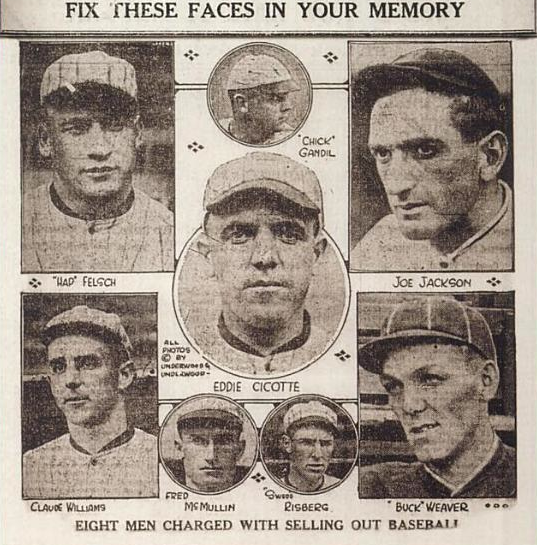
Os oito jogadores implicados no Escândalo Black Sox

A antecipação pela World Series de 1919 entre o Chicago White Sox e o Cincinnati Reds era grande, pois os Estados Unidos estavam tentando voltar à normalidade pós-guerra. O beisebol teve um surto de popularidade naquela temporada, com vários recordes de público estabelecidos. Acreditava-se que o poderoso White Sox, com seu rebatedor Joe Jackson e arremessadores Eddie Cicotte e Claude Williams, provavelmente venceria o menos bem visto Reds. Surpreendentemente, o Reds venceu por cinco jogos contra três.
Rumores de manipulação começaram a circular depois das probabilidades de aposta contra a vitória do Reds terem caído bastante antes da série começar, algo que ganhou mais credibilidade depois do White Sox ter perdido quatro das primeiras cinco partidas. O Reds perdeu as duas seguintes, surgindo especulações que isto foi feito de propósito a fim de ampliar a série e aumentar as rendas dos ingressos. O Reds venceu o jogo oito por 10–5, conquistando o título. Williams perdeu três partidas e Cicotte duas. Segundo o historiador Gene Carney, "houve mais do que as reclamações costumeiras daqueles que tinham apostado muito no Sox e perdido".
Um grande júri foi empanelado em setembro de 1920 em um tribunal estadual de Chicago para investigar apostas no beisebol depois de terem sido feitas alegações de manipulação em uma partida entre o Chicago Cubs e o Philadelphia Phillies ocorrida em 31 de agosto. Mais notícias chegaram da Filadélfia, onde o apostador Billy Maharg afirmou que tinha trabalhado com o ex-boxeador Abe Attell e o apostador Arnold Rothstein de Nova Iorque para que o White Sox perdesse a World Series de 1919 de propósito. Cicotte e Jackson foram chamados para testemunharem ao grande júri e deram testemunhos incriminando a si próprios e outros seis colegas: Williams, primeira base Chick Gandil, interbase Swede Risberg, terceira base Buck Weaver, defensor central Oscar Felsch e terceira base reserva Fred McMullin. Williams e Felsch também foram chamados para testemunhar ao grande júri e se incriminaram assim como seus colegas. A temporada de 1920 de American League tinha sido uma das mais emocionantes da história até o final de setembro, com o White Sox, Cleveland Indians e New York Yankees brigando pela liderança. O Yankees estava próximo da eliminação em 28 de setembro, enquanto o White Sox e o Indians ainda estavam brigando. Entretanto, naquele dia, os oito jogadores, sete dos quais ainda estavam no White Sox, foram indiciados. Foram imediatamente suspensos por Charles Comiskey, o dono da equipe. O Indians tomou a liderança e venceu a American League dois jogos na frente do White Sox.

#### Procura por um comissário

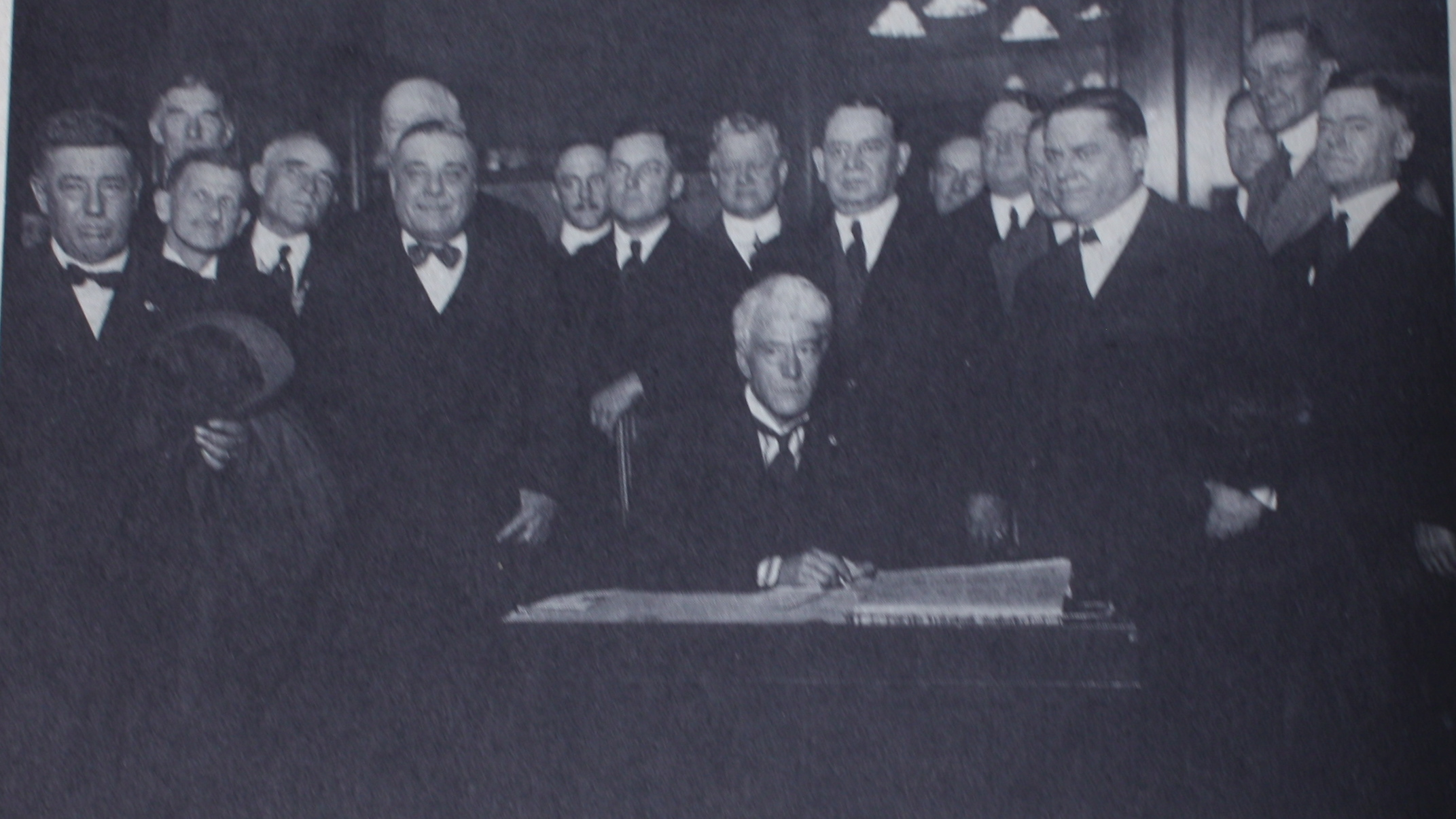
Landis assinando o acordo para se tornar o Comissário do Beisebol em 12 de novembro de 1920, tendo ao seu redor vários donos e oficiais

O beisebol tinha sido administrado por uma Comissão Nacional de três pessoas, na época composta por Ban Johnson, John Heydler e August Herrmann, respectivamente os presidentes da American e National League e dono do Reds. Herrmann deixou o cargo em janeiro de 1920 à pedido dos outros donos, deixando a Comissão em um impasse. Vários donos, não gostando de um ou dos dois presidentes, preferiam que um único comissário administrasse o esporte, mas também estavam dispostos a deixar a Comissão Nacional continuar se Herrman fosse substituído por alguém que demonstrasse uma liderança forte. O nome de Landis foi mencionado na imprensa para esse papel, com o influente jornal The Sporting News defendendo sua nomeação.
Outra proposta, conhecida como "Plano Lasker" por ter sido elaborada por Albert Lasker, um acionista do Cubs, era para que uma comissão de três pessoas oriundas de fora do beisebol fosse escolhida para controlar o esporte. Com o Escândalo Black Sox exposto, Heydler começou em 30 de setembro a defender a adoção do Plano Lasker, com quatro times apoiando a ideia também logo no dia seguinte. Dentre os nomes discutidos na imprensa para formarem a nova comissão estavam Landis, o ex-presidente William Howard Taft, o general John J. Pershing e William Gibbs McAdoo, ex-Secretário do Tesouro.
O início da World Series de 1920 em 5 de outubro distraiu temporariamente o público dos problemas do beisebol, mas as discussões continuaram nos bastidores. Onze dos dezesseis donos de times (todos os oito da National League e três da American League) já estavam exigindo em meados de outubro o fim da Comissão Nacional e a nomeação de uma comissão de três pessoas cujos membros não teriam interesse financeiro algum no beisebol. Heydler falou suas opiniões sobre os requisitos dessas pessoas:
| “ | Queremos um homem como presidente que irá governar com uma mão de ferro... O beisebol tem carecido de uma mão assim por anos. Precisa agora mais do que nunca. Desta forma, é nosso objetivo nomear um grande homem para liderar a nova comissão. | ” |

Os donos das oito equipes da National League e das três da American League que tinham apoiado o Plano Lasker se encontraram em 8 de novembro e unanimemente selecionaram Landis como o chefe da comissão proposta. Os times da American League que apoiavam o plano ameaçaram se mudar para a National League, para longe de Johnson, que era contra o plano. Este tinha esperança que as ligas menores apoiariam sua posição, mas isto não aconteceu e ele e os donos das cinco equipes restantes acabaram concordando com o Plano Lasker. Nas discussões que se seguiram, os donos decidiram que Landis seria na verdade o único comissário, sem nenhum outro membro escolhido. Os donos foram para o tribunal de Landis em 12 de novembro para conversar com ele. O juiz estava julgando um caso de suborno e bateu seu martelo para exigir silêncio quando ouviu barulhos do fundo da sala vindos dos donos. Ele os fez esperar por 45 minutos enquanto terminava os procedimentos, então se encontrou com todos em seu escritório.
Landis ouviu os donos e, após expressar uma certa relutância inicial, aceitou o trabalho por sete anos a um salário de cinquenta mil dólares sob a condição de que poderia permanecer como juiz. Ele aceitou uma redução de 7,5 mil dólares no seu salário enquanto atuava nas duas funções a fim de refletir a quantia que já ganhava como juiz. A nomeação de Landis foi aclamada pela imprensa. Um acordo preliminar foi assassinado pelos dois lados um mês depois; este acordo enumerava seus poderes sobre o beisebol e foi elaborado pelo próprio juiz. Seu contrato estabelecia que ele não poderia ser demitido pelos donos, ter seu salário reduzido ou até mesmo ser criticado por eles em público. Landis também recebeu autoridade praticamente ilimitada sobre qualquer pessoa empregada nas ligas grandes e pequenas, incluindo os donos, além da capacidade de banir qualquer um do beisebol para sempre. Os donos abriram mão de qualquer recurso legal para contestar as vontades de Landis. O humorista Will Rogers chegou a dizer: "Não se enganem que o velho pássaro judicial não vai fazer aqueles pássaros do beisebol andarem na linha do giz". O jogador e treinador Leo Durocher mais tarde chegou a afirmar que "Corre a lenda de que os proprietários contrataram o juiz de uma bancada federal. Não acreditem nisso. Eles o conseguiram diretamente de Dickens".

### Estabelecendo controle

#### Banimento dos Black Sox
Landis, ao discursar em uma igreja de Illinois em 30 de janeiro de 1921, avisou:
| “ | Agora que estou no beisebol, apenas assistam o jogo que eu jogo. Se eu pegar qualquer trapaceiro no beisebol, o resto de sua vida será muito ruim. Eu irei por todos os meios e fazer qualquer coisa possível para garantir que ele pegue uma punição de verdade por sua ofensa. | ” |

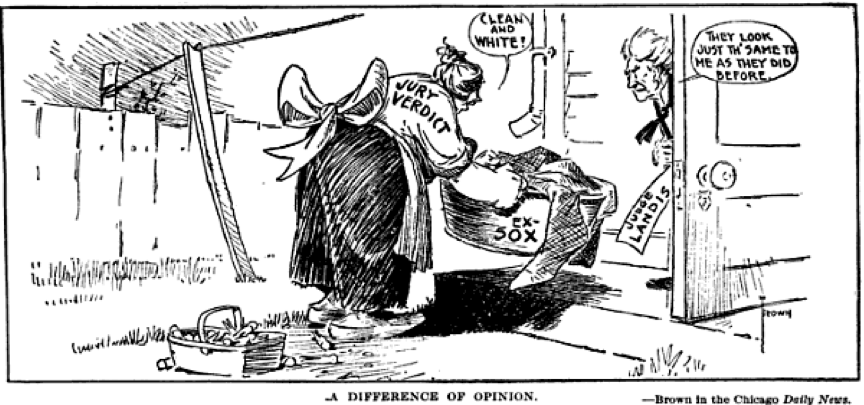
Caricatura de Ted Brown de 20 de agosto 1921 mostrando Landis insensível às absolvições do julgamento do Escândalo Black Sox

O caso criminal contra os réus Black Sox sofreu reveses inesperados com evidências desaparecendo, incluindo algumas das declarações incriminadoras feitas ao grande júri. A promotoria foi forçada a abandonar os indiciamentos originais e trazer novas acusações contra sete dos jogadores (McMullin não foi indiciado novamente). Landis, frustrado pelos atrasos, colocou todos em uma "lista de inelegíveis", banindo-os das grandes e pequenas ligas. Comiskey deu apoio ao demitir incondicionalmente os sete que ainda tinham contrato com o White Sox. A opinião pública estava fortemente contra os jogadores.
O julgamento criminal dos réus começou no início de julho de 1921. Segundo o historiador Robert C. Cottrell, apesar da "misteriosa perda de evidências", a promotoria estava determinada em ir atrás do caso, exigindo penas de cinco anos de prisão para os jogadores por fraudarem o público ao perderem as partidas de propósito. O júri absolveu todos os réus em 2 de agosto, levando a um pandemônio de felicidade no tribunal que também envolveu os meirinhos e até mesmo o juiz, Hugo Friend, que estava visivelmente satisfeito. Os jogadores e o júri foram para um restaurante italiano e celebraram a noite toda.
O jubilo foi curto. Landis publicou uma declaração no dia seguinte:
| “ | Independentemente do veredito dos júris, nenhum jogador que perde uma partida de propósito, nenhum jogador que compromete-se ou promete perder uma partida, nenhum jogador que senta-se em uma conferência com um bando de jogadores e apostadores trapaceiros em que as formas e os meios para se perder partidas são planejadas e discutidas e não conta ao seu clube prontamente sobre, irá jogar beisebol profissional de novo. É claro, não sei se algum desses homens solicitará reintegração, mas se fizerem, o acima são apenas algumas das regras que serão aplicadas. Apenas tenham em mente, independentemente do veredito dos júris, o beisebol é competente para se proteger de trapaceiros, tanto de dentro quando de fora do esporte. | ” |

Segundo o jornalista Rob Neyer, "com essa única decisão, Landis talvez tenha feito mais para o esporte do que qualquer outra pessoa, em toda a história. Certamente, Landis nunca fez nada mais importante". Vários dos jogadores solicitaram reintegração no decorrer dos anos em que Landis foi comissário, notavelmente Jackson e Weaver. O primeiro teve uma educação bem limitada e supostamente foi atraído para a conspiração contra sua vontade, enquanto Weaver afirmou que recusou dinheiro no esquema. Os dois afirmaram que suas atitudes em campo, incluindo suas porcentagens de rebatida durante a World Series (.375 para Jackson e .324 para Weaver), indicavam que eles não ajudaram a perder as partidas. Nenhum dos dois conseguiu ser reintegrado e Landis disse a um grupo de apoiadores de Weaver que sua mera presença nas reuniões com os apostadores era suficiente para bani-lo. Esforços periódicos são feitos até hoje para reintegrar Jackson e Weaver, com uma petição para a reintegração do primeiro atraindo sessenta mil assinaturas na década de 1990. Apesar disso e do apoio de vários outros jogadores de destaque como Ted Williams e Bob Feller, o banimento dos oito permanece em efeito.

#### Acabando com as apostas

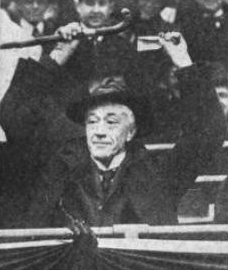
Landis abrindo a temporada de 1921

Landis achava que o Escândalo Black Sox tinha sido iniciado por pessoas envolvidas em corridas de cavalos, afirmando "por Deus, enquanto eu tiver qualquer coisa a ver com este esporte, eles nunca conseguirão novamente". Charles Stoneham, o dono do New York Giants, e seu treinador John McGraw compraram em 1921 a Pista de Corridas Oriental Park em Havana, Cuba. Landis deu aos dois homens um ultimato: não poderiam estar envolvidos com beisebol e corridas de cavalos ao mesmo tempo. Eles rapidamente colocaram a pista de corridas a venda.
O novo comissário agiu rápido para resolver outros casos de apostas antes mesmo do Escândalo Black Sox ser resolvido. Gene Paulette, primeira base do Phillies que em 1919 tinha atuado pelo St. Louis Cardinals, tinha se encontrado com apostadores. Não se sabe se alguma partida foi manipulada, mas Paulette tinha escrito uma carta nomeando outros dois colegas do Cardinals que poderiam estar interessados em perder partidas de propósito. Esta carta foi parar nas mãos de William Baker, presidente do Phillies, que não fez nada até Landis ser nomeado comissário, então lhe mostrou o documento. Paulette se encontrou com Landis uma vez, negou ter feito algo errado e então se recusou a encontrá-lo mais vezes. Landis o colocou na lista de inelegíveis em março de 1921. O segunda base Joe Gedeon foi demitido em novembro do St. Louis Browns por admitir ter participado de reuniões com apostadores que estavam tentando arrecadar o dinheiro para subornar os Black Sox. Um oficial das pequenas ligas perguntou a Landis se Gedeon ainda estava elegível, com o comissário resolvendo a questão colocando-o na lista de inelegíveis.
Outros dois casos marcaram os primeiros anos de Landis como comissário. O arremessador Phil Douglas do Giants, amargurado com McGraw por ter sido disciplinado por beber em excesso, escreveu em 1922 uma carta ao defensor externo Leslie Mann do Cardinals, sugerindo que aceitaria um suborno com o objetivo de garantir que o Giants não conquistasse o título. Apesar de Mann ser seu amigo, ele não fumava nem bebia, há muito sendo membro da Associação Cristã de Moços; segundo o historiador Lee Allen, Douglas poderia muito bem ter mandado a carta diretamente para Landis. Mann imediatamente mostrou a carta para seu treinador Branch Rickey, que ordenou que seu jogador entrasse em contato com o comissário sem demora. O Giants colocou Douglas na lista de inelegíveis, ação apoiada por Landis depois de uma reunião com o arremessador. Já o defensor externo Jimmy O'Connell do Giants ofereceu quinhentos dólares em 27 de setembro de 1924 ao interbase Heinie Sand do Fillies caso este não "[exercesse] muita força contra nós hoje". Sand inicialmente estava inclinado a deixar a questão passar, mas lembrou-se do destino dos jogadores Black Sox, assim contou para seu treinador Art Fletcher. Este se encontrou com Heydler, que então entrou em contato com Landis. O'Connell não negou a tentativa de suborno e também foi colocado na lista de inelegíveis.
Ao todo, Landis baniu dezoito jogadores do beisebol. Pietrusza detalhou os efeitos da posição de Landis contra apostas:
| “ | Antes de 1920, se um jogador abordasse outro jogador para perder uma partida, havia uma boa chance que ele não seria delatado. Agora, havia uma excelente chance que ele seria entregue. Nenhum jogador honesto queria ter o mesmo destino de Buck Weaver... Sem o exemplo ameaçador de Buck Weaver para assombrá-los, é improvável que Mann e Sand teriam delatado seus colegas. Eles não ousariam depois do tratamento implacável de Landis ao popular e basicamente honesto Weaver. E assim que os jogadores potencialmente trapaceiros souberam que os jogadores honestos não mais os protegeriam, os escândalos terminaram. | ” |

#### Incidente com Babe Ruth

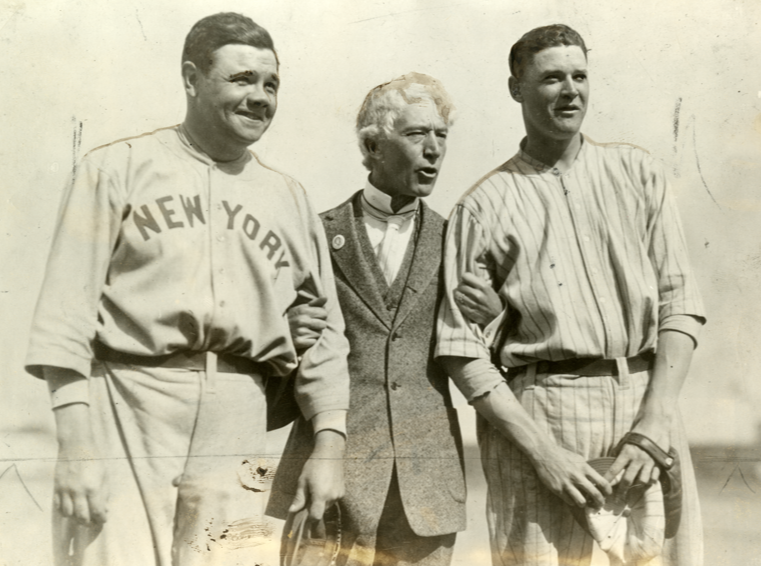
Landis com Ruth (esquerda) e Meusel (direita) em março de 1922 depois de recusar reintegrá-los mais cedo

Era comum na época que Landis foi nomeado comissário que jogadores profissionais complementassem seus salários participando de viagens amistosas na pós-temporada, jogando em equipes que visitariam cidades pequenas e jogariam jogos pelos quais ingressos seriam cobrados. Entretanto, jogadores dos dois times da World Series eram proibidos desde 1911 de participarem de tais eventos. Esta regra tinha sido aplicada de forma bem leniente. Por exemplo, vários membros dos campeões Boston Red Sox, incluindo o arremessador Babe Ruth, tinham feito uma viagem dessas em 1916 e foram multados cada um em cem dólares pela Comissão Nacional.
Ruth foi vendido para o Yankees depois da temporada de 1919 e praticamente abandonou sua função de arremessador em favor da de defensor externo, tornando-se o foco de enorme interesse do público quando quebrou em 1920 e 1921 vários recordes como rebatedor, alguns por margens enormes. Seu recorde anterior de 29 home runs com o Red Sox em 1919 foi quebrado por ele próprio no ano seguinte quando rebateu 54. No ano seguinte rebateu 59, levando o Yankees para seu primeiro título da American League. Oito times foram incapazes de rebater tantos home runs quanto Ruth sozinho em 1921. O Yankees perdeu a World Series daquele ano para o Giants, pois Ruth estava machucado e não jogou várias partidas. Ele propôs depois da série capitalizar o interesse do público e sair em viagens amistosas com outros jogadores, incluindo seu colega de equipe Bob Meusel, violando a regra. Segundo Cottrell:
| “ | Se enfrentaram os dois homens que ajudaram o passatempo nacional a superar o escândalo Black Sox, um por sua aparente determinação de ferro, o outro graças ao seu taco mágico. O juiz Kenesaw Mountain Landis e Babe Ruth batalharam sobre o direito de um jogador de uma equipe vencedora de fazer jogos amistosos na pós-temporada. Também envolvida estava a contínua determinação do comissário de demonstrar, como havia feito pelo banimento dos Black Sox, que ele tinha estabelecido os limites do beisebol profissional. Estes limites, Landis queria demonstrar, aplicavam-se até mesmo à maior e mais popular estrela do esporte. Significativamente também, apenas Babe Ruth agora competia com o Comissário Landis pelo título de figura mais importante do beisebol. | ” |

Ruth tinha pedido permissão a Ed Barrow, o gerente-geral do Yankess, para sair na viagem. Barrow não tinha objeções, mas avisou Ruth que ele deveria também falar com e conseguir a permissão de Landis. Segundo Spink, que na época era editor do jornal The Sporting News: "Posso dizer que Ruth sabia exatamente o que estava fazendo quando desafiou Landis em outubro de 1921. Ele estava disposto a se apoiar em sua própria popularidade e conhecidos poderes de atração de público para ir contra o Juiz". O jogador não entrou em contato com o comissário, para a irritação deste, até 15 de outubro, um dia antes do primeiro jogo amistoso. Os dois conversaram pelo telefone e Landis ordenou que Ruth comparecesse a uma reunião com ele; Ruth recusou afirmando que precisava partir para Buffalo a fim de participar da primeira partida. Landis ficou enraivecido e se recusou a dar permissão para ele jogar, desligando a ligação na cara de Ruth e supostamente exclamando, "Quem diabos aquele macaco grande pensa que é? Aquele cobertor em branco! Se ele for nessa viagem será uma das coisas mais lamentáveis que ele já fez". Segundo um relato, o tenente-coronel Tillinghast L'Hommedieu Huston, co-proprietário do Yankees, tentou dissuadir Ruth enquanto este partia para a viagem, mas o jogador respondeu que "Ah, diga ao velho para pular em um lago".
A viagem também tinha a participação de Meusel e Bill Piercy, que tinha sido contratado tarde na temporada e assim estava inelegível para jogar a World Series, além de Tom Sheehan, que tinha sido enviado para as ligas pequenas antes do fim da temporada. Dois outros Yankees, Carl Mays e Wally Schang, também estavam programados para participar, mas, segundo Spink, "sabiamente decidiram deixar passar" por causa da posição de Landis. Spink descreveu a viagem como um "fiasco". As partidas, por ordem do comissário, foram proibidas de ocorrerem em qualquer estádio das pequenas ou grandes ligas. Além disso, foi assolada pelo clima ruim e cancelada no final de outubro. Landis, no início de dezembro, suspendeu Ruth, Piercy e Meusel até 20 de maio de 1922. A administração do Yankees ficou aliviada, pois acreditava que Ruth seria suspenso por uma temporada ou mais. Tanto o Yankees quanto Ruth tentaram uma reintegração mais cedo, algo recusado, com Landis lecionando Ruth sobre obedecer autoridades por duas horas quando o comissário visitou o treinamento de pré-temporada da equipe em Nova Orleães. Ruth depois comentou que "Ele com certeza sabe falar".
Ruth retornou em 20 de maio e não conseguiu uma única rebatida em quatro passagens pelo bastão, sendo vaiado pelo público no Polo Grounds. Segundo Pietrusza:
| “ | Sempre um político, havia um chefe que Landis temia: a opinião pública. Ele não tinha garantia no início da controvérsia com Ruth que o público e a imprensa ficariam do seu lado enquanto assumia poderes sem precedentes no beisebol. Agora ele sabia que eles ficariam". | ” |

### Políticas como comissário

#### Pequenas ligas

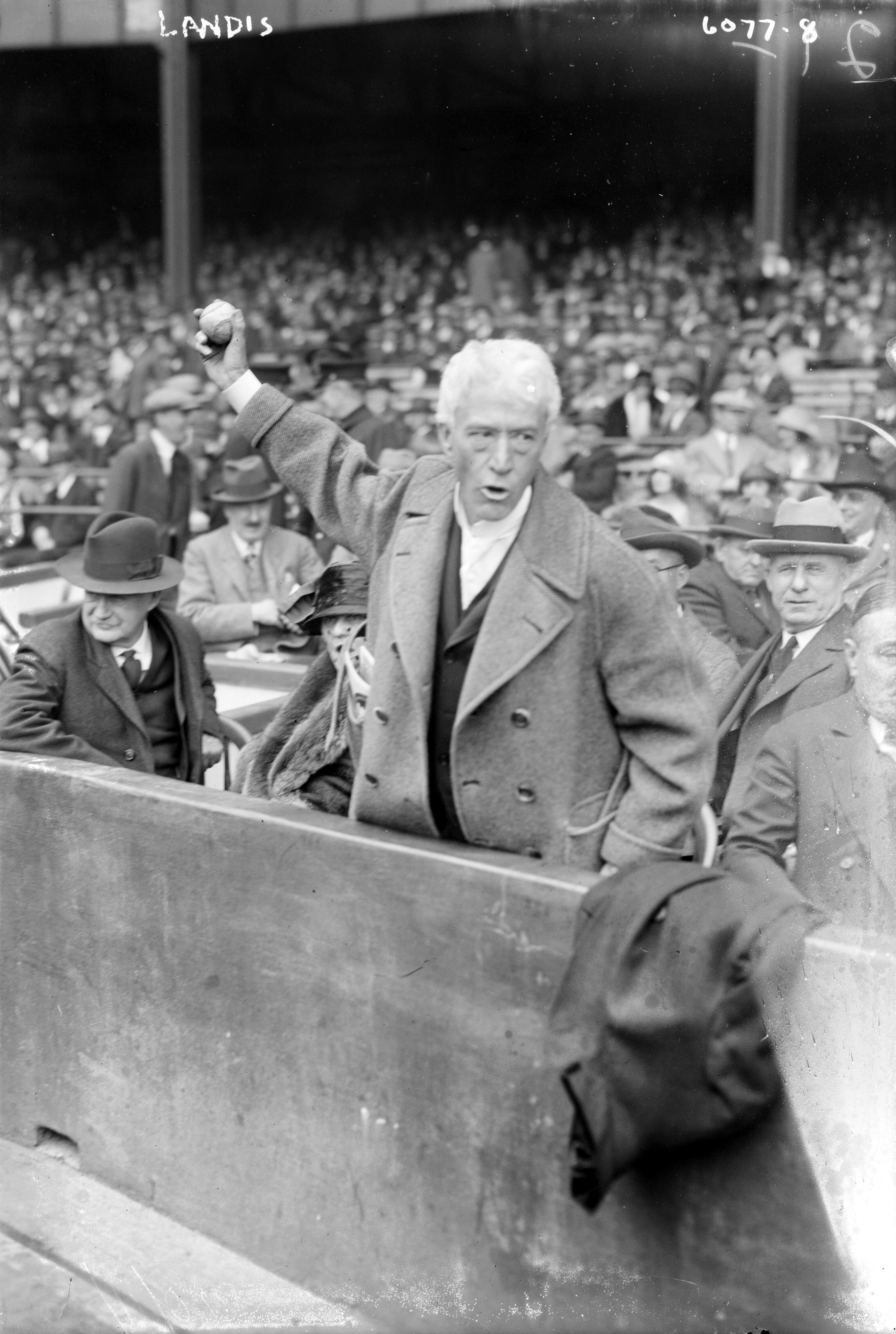
Landis fazendo o primeiro arremesso de 1924

As equipes das pequenas ligas, na época que Landis se tornou comissário, eram em sua maior parte autônomas em relação às grandes ligas; as pequenas ligas inclusive tinham independentemente escolhido aceitar o controle de Landis. As equipes das grandes ligas, com o objetivo de impedir que jogadores ficassem presos nas pequenas ligas sem uma chance de saída, podiam fazer um draft dos jogadores que tivesse jogado duas temporadas consecutivas pelo mesmo time de pequena liga. Várias pequenas ligas não eram sujeitas ao draft e Landis lutou bastante para que fossem inclusas, achando que as ligas que ficavam de fora podiam impedir que jogadores avançassem em suas carreiras à medida que ficavam mais habilidosos. Ele conseguiu até 1924, quando a International League, a última que resistia, aceitou participar do draft.
As equipes das grandes ligas começaram em meados de 1920 a desenvolver o chamado "sistema de fazenda", em que equipes das pequenas ligas eram compradas ou controladas de alguma forma pelas grandes, permitindo assim que desenvolvessem jogadores jovens em potencial sem o risco de que fossem adquiridos por rivais. O pioneiro desse sistema foi Branch Rickey, na época treinador do Cardinals. O Acordo Nacional de 1921 entre as grandes e pequenas ligas que implementou a contratação de Landis também acabou com a proibição de times das grandes ligas serem donos de times das pequenas ligas, assim o comissário não tinham muito o que fazer para combater o esquema de Rickey. O Cardinals acabou desenvolvendo talentos a baixos custos e passou a dominar a National League, conquistando nove títulos entre 1926 e 1946.
Landis surpreendeu os donos das grandes ligas pouco depois de assumir seu cargo ao exigir que todos revelassem suas participações nas pequenas ligas. Ele lutou contra a prática de usar transferências entre duas equipes controladas pelo mesmo time das grandes ligas com o objetivo e deixar jogadores inelegíveis para o draft. Seu primeiro ato formal como comissário foi declarar o primeira base Phil Todt um agente livre, dissolvendo seu contrato com o Browns, que na época era treinado por Rickey pouco antes dele ir para o Cardinals. Landis declarou o defensor externo Chuck Klein um agente livre em 1928 por considerar que o Cardinals tinha tentado excluí-lo do draft ao fazê-lo jogar em uma liga em que eram donos de dois times. No ano seguinte, ele liberou o apanhador Rick Ferrell de um vínculo com o Detroit Tigers, que foi contratado por uma grande quantia pelo Browns. Landis achou em 1936 que a contratação do arremessador adolescente Bob Feller pelo Fargo-Moorhead Twins das pequenas ligas tinha sido uma farsa; o jogador para todos os propósitos pertencia ao Indians. Entretanto, Feller indicou que queria jogar pelo Indians e Landis determinou que a equipe deveria pagar uma indenização a times das pequenas ligas, mas permitiu que mantivessem o jogador, que teve uma carreira de sucesso pela equipe.
As tentativas de Landis de acabar com essas práticas provocou a única vez em que ele foi processado por um dos donos. O defensor externo Fred Bennett ficou convencido após a temporada de 1930 estava sendo segurando pelo Browns, pedindo para que Landis o liberasse. O comissário determinou que o time poderia manter o jogador no elenco por toda a temporada de 1931, transferi-lo ou liberá-lo. Em vez disso, Phil Ball, o dono dos Browns, processou Landis. O juiz Walter C. Lindley decidiu em favor de Landis, salientando que os acordos e regras tinham a intenção de "dotar o Comissário com todos os atributos de um déspota benevolente mas absoluto e todos os poderes disciplinares do proverbial pater familias". Ball queria recorrer, porém em uma reunião com os outros donos Landis o lembrou de seu acordo que não podiam processá-lo, assim o caso foi abandonado.
Landis esperava que o grande sistema de fazenda do Cardinals se tornasse economicamente inviável, mas ele se mostrou bem-sucedido e o comissário foi obrigado a tolerá-lo por vários anos por não possuir meios de aboli-lo. Entretanto, Landis achava em 1938 que o Cardinals controlava muitas equipes na mesma liga e liberou setenta jogadores do sistema de fazenda. Suas ações criaram manchetes, mas poucos dos jogadores provavelmente acabariam nas grandes ligas e tiveram pouco efeito no desempenho do Cardinals. Consequentemente, o sistema de fazenda moderno prosseguiu e se desenvolveu, em que cada time das grandes ligas possui vários das pequenas ligas para usar para desenvolver talentos. Neyer descreveu os esforços de Landis como "um esforço nobre em uma boa causa, mas também estava destinado a falhar".

#### Segregação
Um dos aspectos mais controversos do período de Landis como comissário foi a questão racial. Jogadores pretos eram informalmente banidos do beisebol profissional desde 1884. Nenhum jogador preto jogo beisebol profissional durante a época de Landis, com a barreira sendo quebrada apenas em 1946. Segundo jornais contemporâneos, Landis era considerado liberal em questões raciais, com dois jornais afro-americanos o defendendo em 1921 contra os esforços de iniciar um impeachment contra ele como juiz. Entretanto, vários historiadores atribuíram um racismo contra ele e afirmam que o comissário ativamente perpetuou a segregação racial no esporte. James Bankes escreveu que Landis "pouco fez para esconder seu preconceito racial durante seus 25 anos no cargo" e "permaneceu um firme inimigo da integração". Bruce Watson disse que Landis "manteve o banimento não escrito de jogadores pretos do beisebol e nada fez para pressionar os donos em direção da integração". Vários autores também afirmaram que ele proibiu times das grandes ligas de jogarem contra times formados por pretos por temer que os times de brancos perdessem, porém várias datas são dadas para essa suposta ação, e também sabe-se que os Brooklyn Dodgers jogou contra times com jogadores pretos por volta da época que fizeram de Havana sua base da pré-temporada em 1942.
As ações documentadas de Landis em questões raciais são inconsistentes. O defensor externo Jake Powell do Yankees foi entrevistado por uma rádio em 1938 e, ao ser perguntado o que tinha feito antes do início da pré-temporada, fez comentários que foram interpretados como se tivesse trabalhado como policial e espancado pretos. Landis suspendeu Powell por dez dias. O Kansas City Monarchs das ligas negras jogou várias partidas contra o completamente branco "Todas as Estrelas de Dizzy Dean" em estádios das grandes ligas, atraindo grande público. O Monarchs venceu três jogos consecutivos e Landis cancelou o quarto, afirmando que essas partidas estavam atraindo mais público que as partidas profissionais. Em certa ocasião, ele chegou até a intervir em questões das ligas negras, mesmo não tendo jurisdição alguma para fazer isso. O Pittsburgh Crawfords perdeu um jogo para uma equipe branca semiprofissional quando seu apanhador Josh Gibson deixou cair uma bola aérea, com ele sendo acusado de perder a partida de propósito em acordo com apostadores. Landis convocou Gibson até seu escritório para terem uma conversa e declarou depois que o jogador não tinha feito nada errado.
Durocher, treinador do Dodgers, afirmou em 1942 que havia um "entendimento de boatos" que impediam pretos de entrarem no beisebol profissional. Ele foi chamado para conversar com Landis em Chicago e depois desta reunião alegou que tinha sido mal interpretado. O comissário então falou com a imprensa:
| “ | Negros não estão barrados do beisebol profissional pelo comissário e nunca estiveram nos 21 anos que servi. Não há regra no beisebol profissional proibindo sua participação e nunca houve até onde eu saiba. Se Durocher, ou qualquer outro treinador, ou todos eles, quiserem contratar um ou vinte e cinco jogadores negros, está tudo bem por mim. Isto é assunto dos treinadores e donos dos clubes. O assunto do comissário é interpretar as regras do beisebol e aplicá-las. | ” |

O executivo Bill Veeck escreveu em suas memórias sobre um plano seu de 1942 para comprar o Phillies e enche-lo de estrelas das ligas negras. Veeck disse que contou a Landis, que ficou chocado e bloqueou a compra. Veeck inicialmente colocou parte da culpa em Ford Frick, o presidente da National League, mas depois culpou Landis totalmente, acusando-o de racismo. Entretanto, ao ser perguntado sobre provas de suas alegações, disse: "Não tenho provas disso. Só posso supor". Segundo o historiador David Jordan, "Veeck, nada senão um contador de histórias, parece ter acrescentado esses enfeites, enfiando alguns caras de chapéu preto, simplesmente para incrementar sua história".
Landis concordou em novembro de 1943 que o jornalista preto Sam Lacy poderia defender a integração no beisebol na conferência anual dos proprietários. O ator Paul Robeson compareceu no lugar de Lacy. Robeson era um conhecido ator preto e defensor dos direitos civis, mas era uma figura controversa por sua afiliação com o Partido Comunista. Os donos escutaram o que Robeson tinha a dizer, mas não lhe fizeram perguntas ou iniciaram conversas com ele, seguindo uma sugestão do comissário.
Neyer comentou que "Landis tem sido culpado por atrasar a integração nas grandes ligas, mas a verdade é que os donos não queriam jogadores pretos nas grandes ligas mais do que Landis. E é improvável que, mesmo se Landis não tivesse morrido em 1944, ele poderia ter impedido Branch Rickey de trazer Jackie Robinson em 1947 para a National League". A Associação dos Jornalistas de Beisebol da América renomeou seu prêmio de jogador mais valioso em homenagem a Landis depois de sua morte, porém isto foi revertido em outubro de 2020. Paul Sullivan, presidente da associação, afirmou que Landis "notavelmente falhou em integrar o jogo durante seu mandato".
C. C. Johnson Spink, filho do biógrafo J. G. Taylor Spink e seu sucessor como editor da Sporting News, comentou em 1974:
| “ | K. M. Landis era bastante humano e não infalível. Se, por exemplo, arrastou os pés para apagar a linha racial do beisebol, ele estava terrivelmente errado, mas então muitos outros também de sua geração pós-Guerra Civil. | ” |

#### World Series e inovações

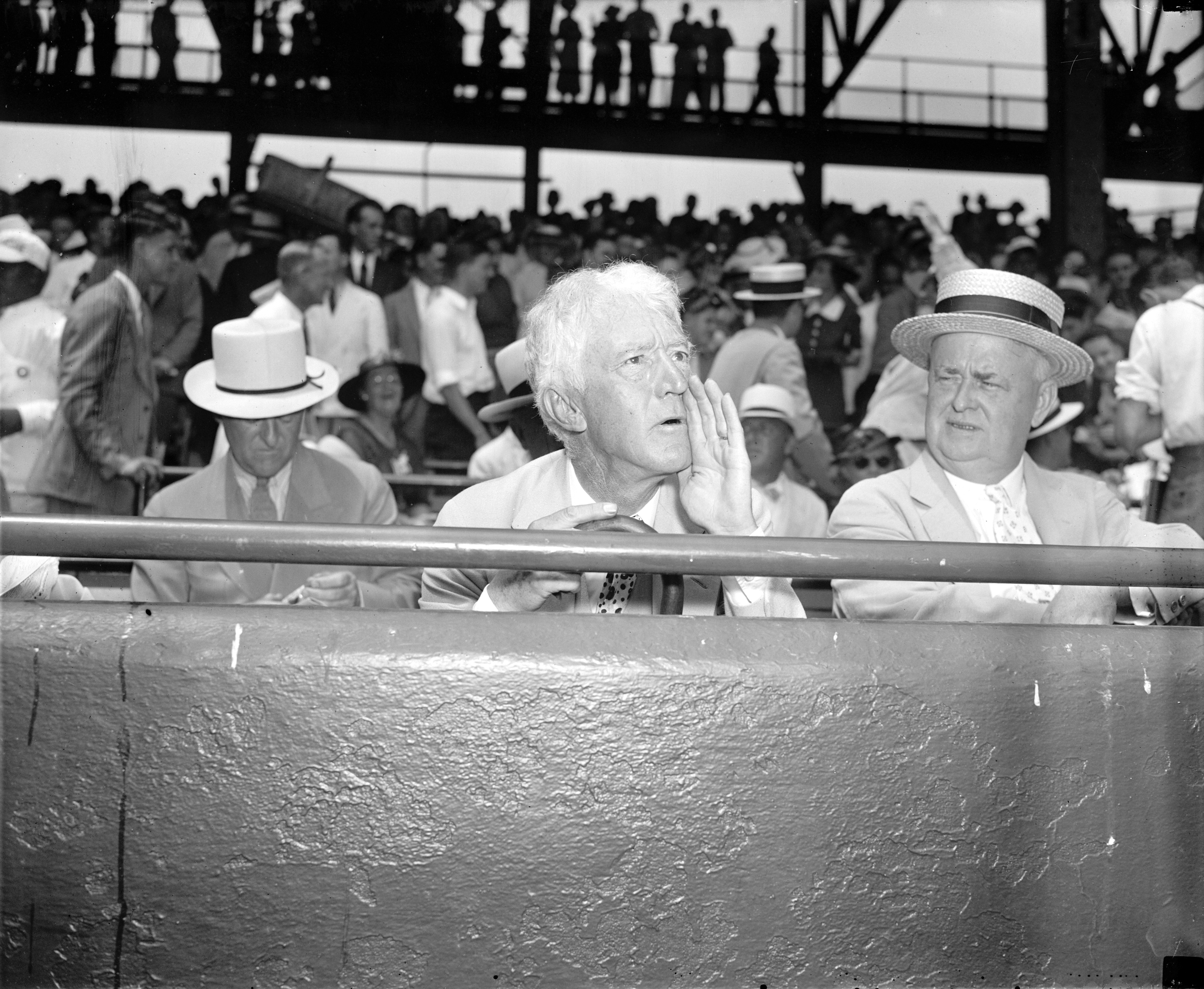
Landis assistindo o Jogo das Estrelas de 1937 no Griffith Stadium

Landis assumiu jurisdição total sobre a World Series. Ele foi culpado quando os árbitros encerraram um jogo empatado da World Series de 1922 por conta da escuridão, mesmo ainda havendo luz. O comissário decidiu que no futuro ele próprio tomaria essas decisões, também adiantando o horário de início das partidas das World Series seguintes. Landis ordenou que os ingressos do primeiro jogo da World Series de 1932 no Yankee Stadium fossem compradas em conjuntos, forçando fãs a comprarem ingressos para todos os jogos do Yankees em casa. Clima e situação econômica ruins deixaram o estádio metade vazio, com o comissário permitindo a compra de ingressos individuais do segundo jogo em diante. No ano seguinte ele instituiu a regra que era o único que podiam expulsar um jogador de uma partida de World Series, consequência da expulsão defensor externo Heinie Manush do Washington Senators por um árbitro. Na World Series de 1934 ele tirou o defensor externo Joe Medwick do Cardinals na sétima partida por sua própria segurança depois dos torcedores começarem a jogar frutas nele depois de uma briga com um adversário. A partida estava 9–0 em favor do Cardinals contra o Detroit Tigers e é improvável que Landis tivesse feito isso caso houvesse chance de vitória do Tigers. O árbitro Charley Moran foi atingido e ferido no rosto por um arremesso errado durante a World Series de 1938. Ele pode continuar, mas Landis ordenou que dali em diante todas as partidas da World Series e Jogo das Estrelas fossem jogadas com seis árbitros em vez de quatro.
O primeiro Jogo das Estrelas ocorreu em 1933 e Landis foi um dos grandes defensores da proposta para uma partida desse tipo, comentando depois do primeiro jogo que "É um grande espetáculo e deve continuar". Ele nunca faltou a um único Jogo das Estrelas durante sua vida, com sua última aparição pública inclusive tendo sido no Jogo das Estrelas de 1944 em Pittsburgh. Landis não gostava da inovação de partidas noturnas, jogadas ao entardecer com a ajuda de iluminação artificial, tentando desencorajar a prática. Mesmo assim, ele compareceu à primeira partida noturna bem sucedida das pequenas ligas, ocorrida em Des Moines em 1930. Partidas noturnas das grandes ligações começaram no final da década de 1930 e ele fez com que os donos das equipes restringissem o número de jogos desse tipo. Entretanto, muitas restrições sobre partidas noturnas foram reduzidas durante a Segunda Guerra Mundial, com o Senators recebendo permissão de jogar todas as suas partidas em casa à noite, exceto aos domingos e feriados.

#### Segunda Guerra e morte

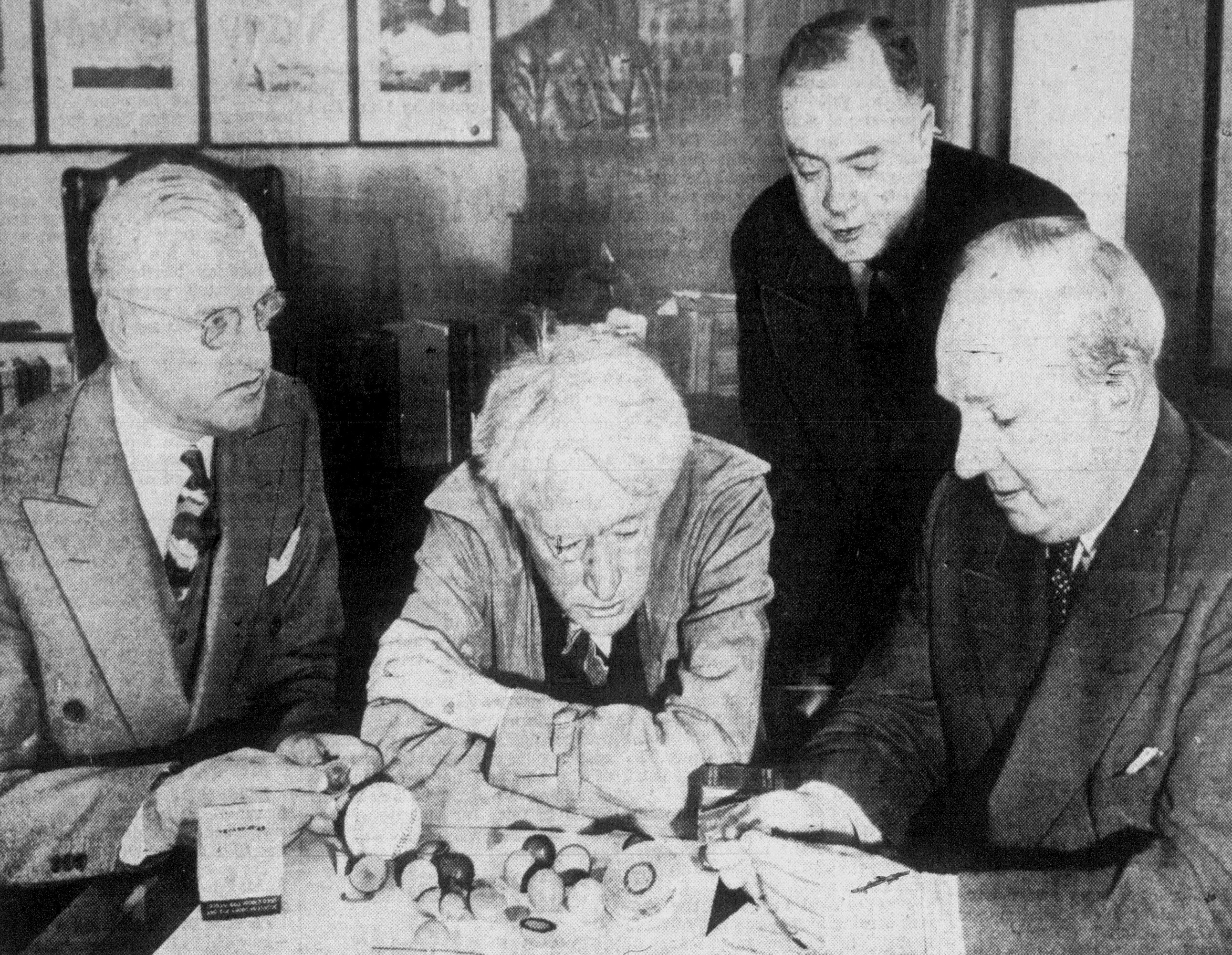
Landis (centro) inspecionando as novas bolas para a temporada de 1943 junto com outros oficiais

Os Estados Unidos entraram na Segunda Guerra Mundial no final de 1941 e Landis escreveu ao presidente Franklin D. Roosevelt perguntando sobre o que aconteceria com o beisebol em tempos de guerra. Roosevelt pediu para que o beisebol continuasse, prevendo que até aqueles totalmente envolvidos no esforço de guerra se beneficiariam de diversões baratas. Muitos jogadores profissionais foram convocados para o serviço militar ou se alistaram, mesmo assim o comissário afirmou que "Jogaremos enquanto conseguirmos colocar nove homens em campo". Muitas das equipes fizeram sua pré-temporada de 1942 normalmente nos lugares em que estavam acostumados, porém a partir do ano seguinte foi exigido que elas treinassem próximas de suas cidades natais ou no Nordeste. Landis era um fervoroso opositor das Potências do Eixo, assim como havia sido contra a Alemanha na Primeira Guerra Mundial, escrevendo que a paz não seria possível até que "por volta de quinze mil pequenos Hitler, Himmlers e Hirohitos" fossem mortos.
Landis manteve seu controle rígido sobre o beisebol mesmo com idade avançada, banindo William D. Cox, o dono do Phillies, em 1943 por apostar em seu próprio time. Suas posições sobre apostas tinham sido codificadas nas regras em 1927: "Qualquer jogador, árbitro, ou oficial de clube ou liga ou funcionário que apostar qualquer quantia em qualquer partida de beisebol em relação ao qual o apostador tinha um dever a cumprir será declarado permanentemente inelegível". Cox foi obrigado a vender sua participação no Phillies.
Landis foi internado em outubro de 1944 no Hospital São Lucas de Chicago, onde sua esposa também estava hospitalizada, para tratar um resfriado forte. Ele teve uma parada cardíaca no local, forçando-o a perder a World Series pela primeira vez desde que se tornou comissário. Permaneceu completamente alerta e assinou os cheques dos jogadores da World Series como de costume. Seu contrato iria terminar em janeiro de 1946, mas em 17 de novembro de 1944 os donos das equipes votaram para que ele recebesse mais um mandato de sete anos. Entretanto, Landis morreu no dia 25. Leslie O'Connor, seu assistente de longa data, chorou enquanto lia o anúncio para a imprensa.

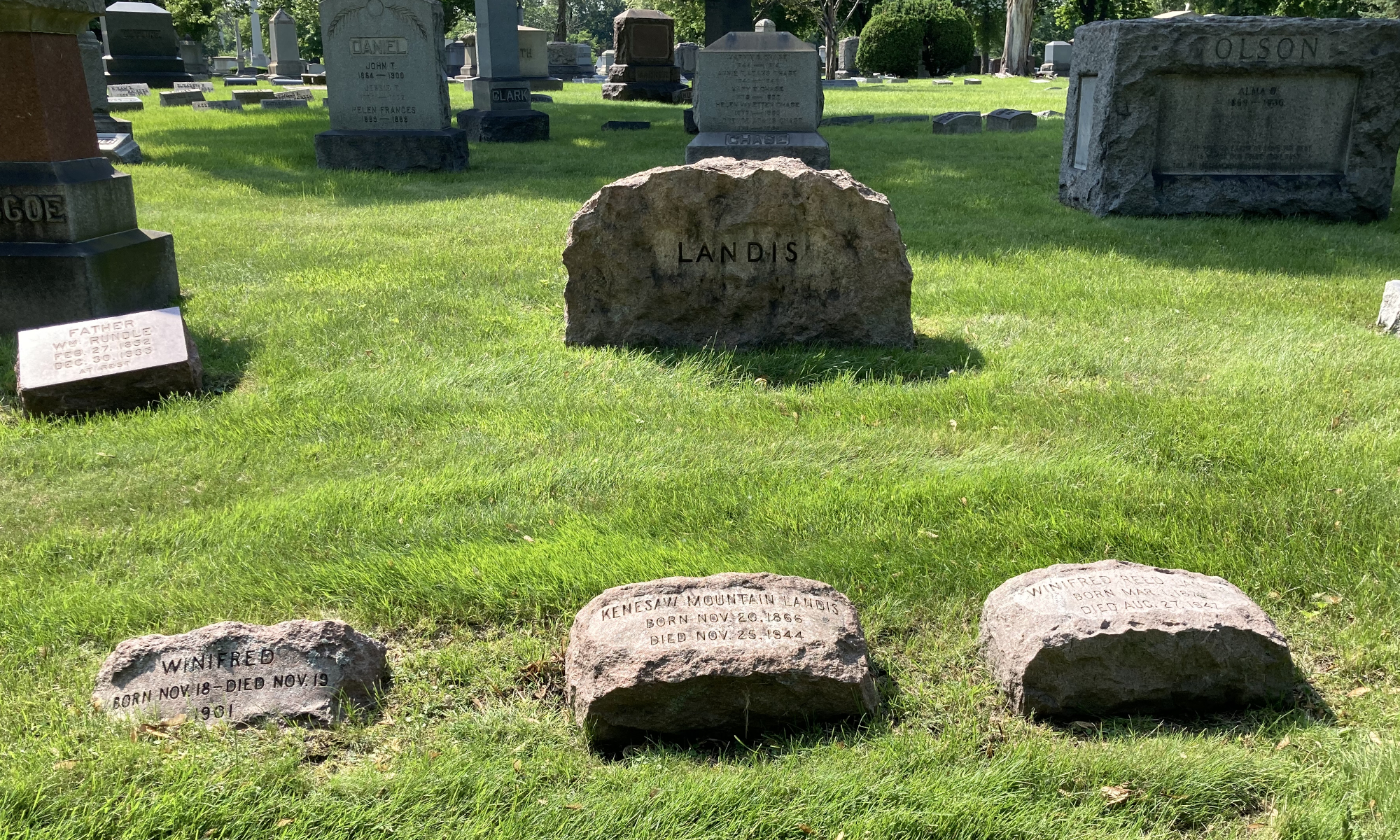
Túmulo de Landis (centro) junto com de sua filha Winifred e esposa

Ele foi votado para entrar no Hall da Fama Nacional do Beisebol por uma votação especial de comitê apenas duas semanas depois de sua morte. Will Harridge, presidente da American League, disse que Landis era "um homem incrível. Suas grandes qualidades e simplicidade absoluta impressionaram profundamente todos que o conheceram". Pietrusza sugeriu que a legenda da placa do Hall da Fama de Landis é seu verdadeiro legado: "Seu integridade e liderança estabeleceram o beisebol na estima, respeito e afeição do povo Americano". O historiador também comentou que Landis fora contratado pelos proprietários do beisebol para limpar o esporte, e "ninguém pode negar que Kenesaw Mountain Landis realizou aquilo que tinha sido contratado para fazer". Segundo Spink:
| “ | [Landis] pode ter sido arbitrário, teimoso e até mesmo injusto, mas ele 'falava o que via' e entregou a seu sucessor e ao futuro um esporte limpo das manchas desagradáveis que se seguiram à Primeira Guerra Mundial. Kenesaw Mountain Landis colocou o temor a Deus em personalidades fracas que de outra forma poderiam estar inclinadas a violar sua confiança. E por isso, eu, como fã de longa data do beisebol, sou eternamente grato. | ” |

### Citações
1. ↑   Pietrusza 1998, pp. 1–3
2. ↑   Spink 1974, pp. 17–19
3. ↑   Pietrusza 1998, p. 98
4. ↑   Landis 2007, p. 47
5. 1 2   Spink 1974, pp. 20–21
6. ↑   Pietrusza 1998, p. 10
7. 1 2 3 4   Watson, Bruce (outubro de 2000). «The judge who ruled baseball». Smithsonian. 31 (7). pp. 120–132
8. ↑   Vile 2003, p. 451
9. ↑   Pietrusza 1998, p. 12
10. ↑   Landis 2007, p. 63
11. ↑   Pietrusza 1998, pp. 14–15
12. ↑   Spink 1974, p. 24
13. ↑   Pietrusza 1998, pp. 21–22
14. ↑   Pietrusza 1998, p. 27
15. ↑   Pietrusza 1998, pp. 30–31
16. ↑   Cottrell 2002, p. 16
17. ↑   Spink 1974, pp. 27–28
18. ↑   Pietrusza 2003, p. 39
19. 1 2   Spink 1974, p. 28
20. ↑   Pietrusza 1998, p. 40
21. ↑   «Landis, Kenesaw Mountain». Diretório Biográfico de Juízes Federais. Consultado em 24 de fevereiro de 2024
22. 1 2   Pietrusza 1998, pp. 40–41
23. ↑   Spink 1974, p. 35
24. ↑   Vile 2003, p. 450
25. 1 2 3 4   Vile 2003, p. 452
26. ↑   Fitzgerald, Ed (junho de 1950). «Judge Landis: The man who saved baseball». Sport. pp. 49–59
27. ↑   McCutcheon, John T. (dezembro de 1907). «Kenesaw Mountain Landis, Judge». Appleton's Magazine. 10. pp. 418–427
28. 1 2 3   Pietrusza 1998, p. 49
29. ↑   Pietrusza 1998, p. 47
30. ↑   Pietrusza 1998, p. 50
31. ↑   Pietrusza 1998, p. 51
32. ↑   Pietrusza 1998, p. 52
33. ↑   Pietrusza 1998, pp. 51–52
34. ↑   Pietrusza 1998, pp. 54–55
35. ↑   Pietrusza 1998, pp. 56–59
36. ↑   Pietrusza 1998, pp. 60–63
37. ↑   Spink 1974, p. 31
38. ↑   Pietrusza 1998, p. 67
39. ↑   Pietrusza 1998, p. 84
40. ↑   Pietrusza 1998, pp. 88–89
41. ↑   Spink 1974, pp. 27–29
42. ↑   Spink 1974, pp. 37–40
43. ↑   Spink 1974, p. 41
44. 1 2   Cahan 2002, p. 69
45. ↑   Spink 1974, p. 43
46. 1 2 3   Spink 1974, p. 32
47. 1 2   «Landis in Solomon role» (PDF). The New York Times. 28 de julho de 1916. p. 3
48. ↑   Moffi 2006, p. 35
49. ↑   Spink 1974, pp. 32–33
50. ↑   Pietrusza 1998, p. 112
51. ↑   Pietrusza 1998, p. 110
52. ↑   Pietrusza 1998, pp. 112–113
53. ↑   Pietrusza 1998, p. 119
54. ↑   Pietrusza 1998, p. 120
55. ↑   Pietrusza 1998, pp. 122–123
56. ↑   Pietrusza 1998, pp. 124
57. ↑   Seymour 1971, pp. 369–370
58. ↑   Pietrusza 1998, pp. 124–125
59. ↑   Pietrusza 1998, pp. 132–133
60. ↑   Cahan 2002, p. 71
61. ↑   Pietrusza 1998, pp. 134–135
62. ↑   Pietrusza 1998, pp. 136–137
63. ↑   Seymour 1971, p. 370
64. 1 2   Spink 1974, p. 33
65. ↑   Spink 1974, pp. 33–34
66. ↑   Cahan 2002, p. 73
67. ↑   Pietrusza 1998, p. 140
68. ↑   Pietrusza 1998, p. 141
69. ↑   Pietrusza 1998, p. 143
70. ↑   Pietrusza 1998, p. 144
71. ↑   Cahan 2002, p. 74
72. ↑   Pietrusza 1998, p. 146
73. ↑   Pietrusza 1998, pp. 150–152
74. ↑   Pietrusza 1998, p. 152
75. ↑   Pietrusza 1998, pp. 189–191
76. ↑   Pietrusza 1998, pp. 195–197
77. ↑   Cahan 2002, p. 77
78. ↑   Landis 2007, p. 248
79. ↑   Pietrusza 1998, pp. 198–199, 206
80. ↑   Pietrusza 1998, pp. 206–207
81. ↑   Pietrusza 1998, pp. 208–210
82. ↑   Gardner 1975, p. 191
83. ↑   Carney 2007, pp. 17–21
84. ↑   Carney 2007, pp. 19–21
85. ↑   Carney 2007, p. 22
86. ↑   Pietrusza 1998, p. 160
87. ↑   Cottrell 2002, pp. 221–223
88. ↑   Cottrell 2002, p. 227
89. ↑   Spink 1974, pp. 54–55
90. ↑   Cottrell 2002, pp. 236–237
91. ↑   Cottrell 2002, pp. 239
92. ↑   Cottrell 2002, pp. 239–240
93. ↑   Cottrell 2002, p. 243
94. ↑   Pietrusza 1998, p. 169
95. 1 2   Cottrell 2002, p. 244
96. ↑   «Landis The 'Big Umpire'». Chicago Tribune. 13 de novembro de 1920. p. 1
97. ↑   «Judge Landis, Baseball Czar 24 years, dead». New York Herald Tribune. 26 de novembro de 1944. p. 14
98. ↑   Cottrell 2002, p. 247
99. ↑   Spink 1974, pp. 74–75
100. ↑   Cottrell 2002, p. 251
101. ↑   Spink 1974, p. 80
102. ↑   Cottrell 2002, pp. 252–253
103. ↑   Cottrell 2002, pp. 258–259
104. ↑   Spink 1974, p. 82
105. ↑   Cottrell 2002, p. 260
106. 1 2 3   Neyer, Rob (22 de janeiro de 2004). «Landis had major impact as first commish». ESPN. Consultado em 27 de fevereiro de 2024
107. ↑   Spink 1974, pp. 82–83
108. ↑   Nathan 2005, pp. 190–192
109. ↑   Spink 1974, p. 83
110. ↑   Spink 1974, pp. 83–84
111. ↑   Pietrusza 1998, pp. 177–178
112. ↑   Pietrusza 1998, pp. 191–192
113. ↑   Spink 1974, p. 103
114. ↑   Pietrusza 1998, pp. 244–247
115. ↑   Spink 1994, p. 117
116. ↑   Spink 1974, pp. 117–120
117. ↑   James 2003, p. 136
118. ↑   Pietrusza 1998, p. 194
119. ↑   Pietrusza 1998, pp. 229–230
120. ↑   Spink 1974, pp. 95–96
121. ↑   Cottrell 2002, p. 263
122. ↑   Pietrusza 1998, p. 231
123. ↑   Spink 1974, p. 97
124. ↑   Pietrusza 1998, pp. 231–232
125. ↑   Pietrusza 1998, p. 232
126. ↑   Spink 1974, p. 98
127. ↑   Pietrusza 1998, pp. 238–239
128. ↑   Pietrusza 1998, p. 240
129. 1 2 3   Pietrusza 1998, p. 347
130. 1 2   Pietrusza 1998, p. 350
131. ↑   Spink 1974, p. 127
132. ↑   Abrams 2001, p. 99
133. ↑   Spink 1974, p. 166
134. ↑   Pietrusza 1998, pp. 351–358
135. 1 2   Holtzman, Jerome (22 de janeiro de 1977). «Ball, not Finley, first to sue commissioner». The Sporting News. p. 32
136. ↑   Pietrusza 1998, pp. 362–366
137. ↑   Pietrusza 1998, pp. viii, 405
138. ↑   Pietrusza 1998, pp. 411–412
139. ↑   Pietrusza 1998, p. 406
140. ↑   Bankes 2001, p. 124
141. ↑   Pietrusza 1998, pp. 413–414
142. ↑   Pietrusza 1998, pp. 414–415
143. 1 2   Pietrusza 1998, p. 417
144. ↑   Pietrusza 1998, p. 429
145. ↑   Pietrusza 1998, p. 418
146. ↑   Pietrusza 1998, pp. 420–423
147. ↑   Pietrusza 1998, pp. 425–426
148. 1 2   Spink 1974, p. 246
149. ↑   Perry, Dayn (2 de outubro de 2020). «Kenesaw Mountain Landis' name to be removed from MLB MVP awards». CBS Sports. Consultado em 28 de fevereiro de 2024
150. ↑   Spink 1974, p. 10
151. ↑   Creamer 1992, p. 245
152. ↑   Spink 1974, pp. 105–106
153. ↑   Spink 1974, pp. 173–174
154. 1 2   Spink 1974, p. 179
155. ↑   Spink 1974, pp. 180–181
156. ↑   Pietrusza 1998, pp. 345–346
157. ↑   Pietrusza 1998, pp. 388–389
158. ↑   Pietrusza 1998, p. 434
159. ↑   Spink 1974, p. 235
160. ↑   Spink 1974, p. 236
161. ↑   Pietrusza 1998, p. 436
162. ↑   Pietrusza 1998, pp. 438–444
163. 1 2   Pietrusza 1998, pp. 449–451
164. ↑   Spink 1974, p. 244
165. ↑   Pietrusza 1998, pp. 451–452